# Шахтёр (футбольный клуб, Донецк)
«Шахтёр» (укр. «Шахтар») — украинский футбольный клуб из Донецка, выступающий в Премьер-лиге. Один из наиболее титулованных клубов страны. Обладатель Кубка УЕФА, 15-кратный чемпион Украины, 15-кратный обладатель Кубка Украины, девятикратный обладатель Суперкубка Украины, четырёхкратный обладатель Кубка СССР, обладатель Кубка сезона СССР.
До 2014 года домашние матчи проводил на стадионе «Донбасс Арена», открытие которого состоялось 29 августа 2009 года. Из-за российско-украинской войны переехал в Киев, и с 2014 года тренировочной базой клуба является олимпийский комплекс «Святошин». В 2014—2016 годах «Шахтёр» провёл большинство домашних матчей во Львове на «Арене Львов», с февраля 2017 года по март 2020 года играл на ОСК «Металлист» в Харькове, с мая 2020 года — на НСК «Олимпийский» в Киеве. С сезона 2022/23 основным домашним стадионом «Шахтёра» вновь является «Арена Львов».

## История

### Создание клуба
Первыми футболистами на территории Донецкой области стали британские рабочие (преимущественно валлийцы), которые приехали работать на металлургических предприятиях Джона Юза.
Осенью 1911 года при заводе Новороссийского общества (современный Донецкий металлургический завод) было открыто «Юзовское спортивное общество», в составе которого действовал футбольный кружок, просуществовавший до 1919 года и был сильнейшей командой Юзовки в досоветские времена. В 1920-х годах честь города представляла команда клуба имени Ленина, основу которой составляли рабочие металлургического завода. Одним из самых известных воспитанников этой команды стал Виктор Шиловский. Именно коллектив клуба им. Ленина провёл первый на Донбассе международный матч — осенью 1924 года были разгромлены рабочие сборной Германии 5:0. В первой половине 1930-х годов лидером городского футбола стало «Динамо», которое проводило товарищеские игры с командами других городов СССР, главным соперником которого считали «Буревестник», который выступал на одном из лучших полей в Сталино — в месте, где в 1936 году будет построен центральный стадион «Шахтёр».

### Первые годы: 1936—1945

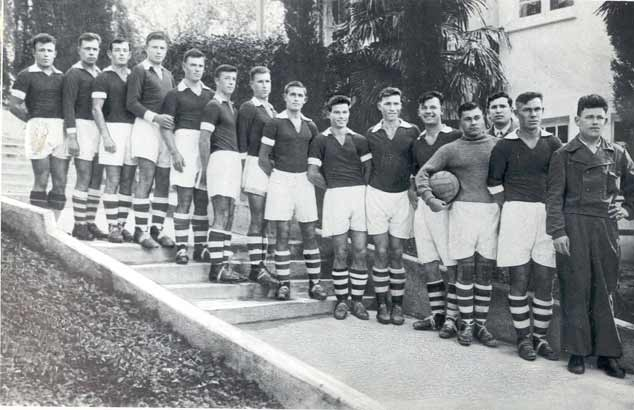
Футбольный клуб «Стахановец» 1937 год

К первому чемпионату СССР было допущено 27 команд, распределённых по силам на четыре группы: А, Б, В, Г.

В группе «В» по решению Всесоюзного комитета физкультуры место для участия в соревнованиях было предоставлено команде угольщиков Донбасса. Основу составили игроки сборной города Сталино, которая принимала участие в первенстве УССР и СССР (группа Б) 1935 года. Команда получила гордое имя «Стахановец» в честь знаменитого новатора шахтёрского движения Алексея Стаханова. Областная газета «Социалистический Донбасс» 9 апреля 1936 года опубликовала решение чиновников: 
«В команду войдут 22 лучших игрока Донбасса. Игроки будут освобождены от работы на производстве. Для улучшения класса игры приглашены специальные тренера»Газета «Социалистический Донбасс», выпуск от 9 апреля 1936
Организатором и первым главным тренером команды стал Николай Наумов, который одновременно был полевым игроком — выступал в нападении. 2 мая 1936 года команда вновь, пока под флагом сборной города, разгромила в товарищеской игре московский «Фрезер» — 6:0. Костяк команды составили футболисты горловского и сталинского «Динамо».
Первый матч (на первенство УССР) «Стахановца» состоялся 12 мая 1936 года в Горловке на стадионе имени Балицкого. Соперником «горняков» стала одесское «Динамо». 15 000 зрителей стали свидетелями этого события. Матч закончился со счётом 2:3. Первый же официальный матч «Стахановец» провёл в Казани против «казанского Динамо» и уступил 1:4 (автором единственного гола в составе гостей и, соответственно, первого в чемпионате стал Фёдор Манов). Усилив состав лучшими футболистами Донбасса, «Стахановец» в 1938 году добился права представлять свой край в группе сильнейших. И хотя последующие три года команда стабильно занимала 11-12 места, пресса и футбольные специалисты давали высокую оценку игре коллектива. И уже по результатам сезона 1940 года звания мастеров спорта были присвоены следующим игрокам: Николаю Кузнецову, Николаю Кононенко, Георгию Мазанову, Георгию Бикезину, Григорию Балабе и Антону Яковлеву.
Многие из футболистов после начала Великой Отечественной войны ушли на фронт, другие трудились на оборонных предприятиях. В сражениях погибли Иван Устинов, Иван Путятов, Владимир Шкуров, Иван Горобец, Михаил Васин. Сталино (современный Донецк) был освобожден 8 сентября 1943 года, и спустя два месяца благодаря усилиям Георгия Бикезина состоялся первый послевоенный матч. В 1945 из довоенного состава остались лишь трое — Бикезин, Кузнецов, Юрченко. Команду пришлось создавать заново, наверное, поэтому «Стахановец», несмотря на успехи 1941 года, включили лишь во вторую группу. Среди новых имён в команде — Жуков, Шпинев, Брюшин, Андренко, Ливенцев.

### Послевоенный период: 1946—1956
1946 и 1947 годы команда провела во второй группе. Последствия войны всё ещё сказывались не только на комплектовании команды, но и на тренировочном процессе. В июле 1946 года общество «Стахановец» было преобразовано и получило название «Шахтёр», которое отныне объединяло коллективы физкультуры угольных предприятий всех бассейнов страны. Сильнейшая команда Донбасса стала именоваться «Шахтёр» (Сталино).
В 1947 году команду возглавил опытный московский тренер Алексей Костылев. Команда в украинской зоне заняла второе место из 13 участников. Следующий сезон показал, что команда переросла уровень второго эшелона. Стабильные результаты, которые демонстрировал «Шахтёр» последние годы, давали повод претендовать на место среди лучших команд страны, что и произошло. «Шахтёр» вернулся первую группу чемпионата СССР в 1949 году, и в этом сезоне «горняки» выступили крайне неудачно. «Шахтёр» потерпел 21 поражение в 34 матчах, 8 из них — с крупным счётом и занял последнее 18-е место, но дончанам повезло, так как в этом сезоне понижения в классе не было. Причины неудачного выступления в 49-том были разные: команда стояла на пороге возрастного кризиса, завершал карьеру ветеран команды — 40-летний Георгий Бикезин. Старший тренер Георгий Мазанов, только окончивший школу тренеров, не смог создать боевой коллектив.
В 1950 году тренером команды стал Виктор Новиков. При нём костяк команды составили Александр Алпатов, Дмитрий Иванов, Юрий Петров, Виктор Фомин, Николай Самарин и другие. Игра команды преобразилась — 11-е место с 33 очками. Результаты сезона стали прочным фундаментом успеха следующего. Сезон 1951 года стал «бронзовым» годом для команды. «Шахтёр» впервые поднялся на пьедестал почёта соревнований. Тот успех дончан связан с именем Александра Пономарёва — советского форварда, завершавшего футбольную карьеру на родной донецкой земле. В итоге «Шахтёр» занял третье место. Игроки, сыгравшие 50 % игр и больше, были награждены бронзовыми жетонами, дипломами третьей степени и удостоены звания «Мастер спорта СССР». Удачно выступили дончане и в розыгрыше Кубка, дойдя до полуфинала. В октябре-ноябре «Шахтёр», совершил своё первое заграничное турне в Болгарию и Румынию, но в Москве (как бы чего не случилось)решили послать фактически вторую сборную СССР, взяв в турне лишь 6 горняков. Провальнно завершился сезон 1952 года, по итогам которого бронзовый призёр прошлого года занял 13-е место и покинул класс «А». В команде были проблемы с дисциплиной, кроме того ряд ведущих футболистов получил травмы. Набирать очки не могли помочь родные стены, поскольку согласно решению руководства советов по футболу, весь чемпионат проводился в один круг, в Москве.
В сентябре 1952 года, после отстранения от должности старшего тренера Константина Квашнина, исполняющим обязанности старшего тренера «Шахтёра» был назначен бывший футболист «Шахтёра» Александр Пономарёв, который хорошо знал возможности коллектива. Перед ним была поставлена задача вернуться в класс «А». В 1953 году был назначен старшим тренером команды из Сталино. В чемпионате 1953 года Пономарёв с командой выиграл подгруппу класса «Б», но в финальном круге клуб занял 3-е место, что не дало право на повышение. В розыгрыше 1954 года дончане снова выиграли соревнования в своей подгруппе. Финальный турнир проходил в Сталино — хозяева заняли 1 место в классе «Б» и получили право в 1955 году участвовать в турнире класса «А». По возвращении в высший дивизион «горняки» занимали 7 место два года к ряду. В июне 1956 года Пономарёв покинул пост главного тренера. Трое игроков в составе сб. Украины получили бронзовые медали Спартакиады народов СССР 1956(М. Думанский, И. Бобошко, В.Сапронов).

### 1957—1959
Во второй половине 50-х в «Шахтёре» началась тренерская чехарда, сменилось много тренеров. С новыми тренерами приходили новые игроки, зачастую находящиеся на закате своей карьеры. Во главу был поставлен результат. В 1957 году ДСО «Шахтёр» было ликвидировано, а команда с тех пор представляла новообразованное общество «Авангард». В этом году старшим тренером был назначен Ермилов, но уже в 58-м его сменил Дангулов. В 1959 году старшим тренером становится Новиков с ним команда уверено держалась на последнем месте в чемпионате СССР и в сентябре года клуб возглавил Щегоцкий с которым команда проиграла только 2 матча, но это не помогло подняться с последнего места. От понижения в классе команду спасла трансформация формата советского первенства на две подгруппы. В 1960 году, в подгруппе II класса «А» команда из Сталино заняла 8-е место, а в июне 1960 года Щегоцкого сменил Олег Ошенков.
Игра «Шахтёра» в 55-59 годы напрямую зависела от его лидеров — Ивана Бобошко, Александра Алпатова, Ивана Федосова, Валентина Сапронова, Вячеслава Алябьева, Петра Пономаренко.

### Кубковые триумфы 1960-х

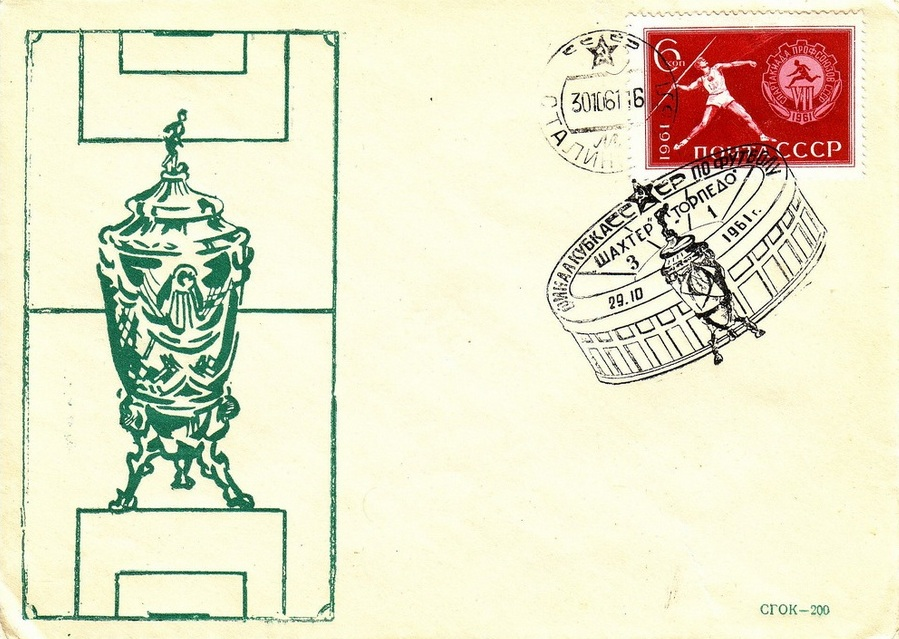
Финал Кубка СССР 1961

Эти успехи связаны с приходом в июле 1960 года нового наставника — Олега Ошенкова. Российский специалист был известен украинским любителям футбола, ведь именно под его руководством киевское «Динамо» выиграло серебряные медали чемпионата страны, а в 1954 году получило первый всесоюзный трофей — Кубок СССР по футболу. Новый наставник «Шахтёра» наладил взаимодействие между отдельными звеньями команды, научил коллектив умело использовать сильные стороны в своей игре, поднял психологию и уверенность игроков в себе.

Сразу во второй год работы тренера «горняки» достигли наивысшего успеха во всесоюзных турнирах — выиграли Кубок СССР. По дороге к финалу украинцы обыграли «Динамо» (Хмельницкий), «Спартак» (Фергана), «Динамо» (Тбилиси), «Шахтёр» (Сталиногорск) и «Адмиралтеец» (Ленинград). Соперником в решающей игре было столичное «Торпедо» — чемпион СССР, в составе которого играли звёзды советского футбола: Виктор Шустиков, Леонид Островский, Валерий Воронин, Слава Метревели, Геннадий Гусаров, Валентин Иванов и другие. После первого тайма счёт был 1:1, а во втором Юрий Ананченко делает дубль и приносит победу «Шахтёру» — 3:1. Успех команды из областного центра был сенсационным — чиновники были настолько уверены в успехе «торпедовцев», что на почётных дипломах, которые вручили «горнякам», были написаны имена футболистов «Торпедо».

«Шахтёр» (Сталино) победитель Кубка СССР 1961 года

В 1962 году «Шахтёр» снова выиграл Кубок страны, победив «Знамя труда» (Орехово-Зуево) — команду из класса «Б» со счётом 2:0. В следующем сезоне украинцы снова вышли в финал Кубка, но на этот раз уступили «Спартаку» — 1:2. В чемпионате клуб выступал стабильно и в 1964 году занял высокое за последнее десятилетие пятое место. В конце 1960-х годов замечательные результаты показывали дублёры «Шахтёра» — молодые футболисты победили в первенствах СССР 1967 и 1969, а в 1968 году заняли второе место. Главным талантом считали вратаря Юрия Дегтерёва, который регулярно выступал за юношескую сборную Советского Союза. Основа команды нуждалась в обновлении и свежей мотивации. По результатам сезона 1968 дончане заняли четырнадцатое место, а когда осенью 1969 года «горняки» проиграли 4 матча подряд — тренера Ошенкова уволили.
Клуб переживал смену поколений — в 1970 в играх чемпионата на поле выходило 28 футболистов, в том числе 11 дебютантов. Одним из немногих, кто хорошо проявил себя в составе донецкого клуба был нападающий Эдвард Козинкевич, который забил 9 мячей и по итогам сезона вошёл в всесоюзный список «33 лучших». В следующем году «Шахтёр», заняв последнее шестнадцатое место, выбывает из элитного дивизиона.

### 1966—1975
В конце 1960-х подал в отставку Ошенков. Сезон 1966 года разделился для «горняков» на две части. Первый круг команда завершила в числе аутсайдеров, но во втором десять туров к ряду «Шахтёр» не знал поражений, а вратарь «горняков» Юрий Коротких — 913 минут держал свои ворота «сухими». Рекорд Коротких вошёл в тройку «сухих» серий вратарей отечественного футбола за всю его историю.
Такую же яркую игру команда демонстрировала и в следующем сезоне. Во многом благодаря приходу в коллектив двух сильных футболистов и харизматичных лидеров — Валерия Лобановского и Олега Базилевича. За два года, которые они провели в Донецке, уровень команды значительно вырос. К тому же Лобановский дважды становился лучшим бомбардиром команды по итогам года.
По окончании сезонов 1966 и 1967 «горняки» совершали турне по странам Африки, «Шахтёр» побывал в Конго и Судане.
Конфликт «Лобановский-Ошенков» не прошёл для команды бесследно. В середине сезона — 1968 из «Шахтёра» и футбола вообще ушли Лобановский и Базилевич, в октябре 1969 года Ошенкова сменил Юрий Войнов.
Слабым утешением конца 1960-х годов для болельщиков «Шахтёра» могли стать «малые» золотые медали, которые завоевали дублёры в 1967 и 1969 годах (в 1968 году заняли второе место). Тренировал резервистов Юрий Захаров. Вскоре его воспитанники станут достойной сменой игрокам главной команды — Владимир Пьяных, Юрий Дудинский, Виктор Звягинцев, Вячеслав Чанов, Анатолий Коньков.
В 1970 году Федерация футбола СССР для участия во втором официальном чемпионате Европы среди студентов в Югославии на основе резервной команды «Шахтёра» формируется студенческая сборная СССР, старшим тренером который назначается Юрий Захаров. Под руководством Захарова студенческая сборная СССР стала чемпионом Европы Архивная копия от 20 февраля 2020 на Wayback Machine. Из 16 игроков сборной золотые медали получили 10 человек из донецкого «Шахтёра»: Анатолий Кулиш, Валентин Седнев, Валерий Шевлюк, Виктор Истомин, Владимир Захаров, Владимир Шевлюк, Владимир Юрецкий, Вячеслав Чанов, Юрий Дудинский и Ярослав Кикоть. Ещё 6 человек представляли команды: Авангард из Макеевки (Анатолий Исаков), Азовец из Жданова (Алексей Минин, Евгений Король и Олег Жилин) и донецкий Локомотив (Анатолий Котов и Владимир Евдокимов).
В 1971 главная команда Донбасса вылетела в первую лигу. Призванный спасти положение, в прошлом игрок «Шахтёра», Олег Базилевич. 34-летнему наставнику предстояло создать коллектив из игроков, в спешном порядке набранных прежним тренером — Николаем Морозовым. Лишь во втором круге тренер смог определить круг футболистов, способных решить главную задачу — возвращение в высшую лигу. Второе место стало проходным, и сезон 1973 года «Шахтёр» встречал в высшей лиге. Состав команды стабилизировался, тон задавали Юрий Дегтерёв, Александр Васин, Виктор Звягинцев, Анатолий Коньков, Владимир Сафонов, новички Валерий Горбунов и Виталий Старухин.
К трамплину на серебряный пьедестал в 1975 году «Шахтёр» подвёл недавний наставник дубля Юрий Захаров. Проработал старшим тренером он недолго, и в начале триумфального для донбасского коллектива сезона его заменил Владимир Сальков.
Уверенно вошли в основной состав новички — Виктор Кондратов, Владимир Роговский, Юрий Резник. На всём турнирном пути «Шахтёр» выглядел мобильным и волевым. В заключительном матче 9 ноября с действующим обладателем Кубка страны ереванским «Араратом» — только победа давала преимущество «Шахтёру» в борьбе за второе место. Крупная победа со счётом 3:0 не позволила усомниться в турнирных притязаниях дончан.

### 1976—1990
В 1976 году было проведено два чемпионата — весенний и осенний. Существенной была только одна потеря — Виктор Звягинцев перешёл в киевское «Динамо». Однако на первые роли в команде стали выходить его партнёры по команде Михаил Соколовский, Николай Федоренко, Владимир Роговский, Виктор Кондратов.
15 сентября 1976 года состоялся европейский дебют «Шахтёра», который оказался весьма успешным. Дончане в 1/32 финала Кубка УЕФА крупно обыграли «в родных стенах» немецкий клуб «Динамо» из Берлина со счётом 3:0, исторический первый еврокубковый гол «горняков» на 3-й минуте забил Владимир Роговский. В ответном матче команды сыграли вничью 1:1. В 1/16 финала «горняки» дважды обыграли венгерский клуб «Гонвед» (3:0, 3:2), и лишь в 1/8 команда уступила итальянскому «Ювентусу» с общим счётом 1:3 (3:0, 0:1).
В сезоне 1977 года «Шахтёр» занял пятое место в чемпионате СССР, однако не остался без трофеев. Вратарь «горняков» Юрий Дегтерёв удостоился почётной награды журнала «Огонёк» как лучший вратарь чемпионата. «Кубок прогресса» (за самое крутое восхождение в чемпионате) второй раз обрёл прописку в Донецке (первый раз в 1975 году).
В 1978 году «Шахтёр» выиграл бронзовые медали 41-го чемпионата СССР, хотя имел все шансы для завоевании 2-го в истории клуба серебра чемпионата. Для этого «горнякам» требовалось не проиграть дома в последнем туре московскому ЦСКА и рассчитывать на потерю очков со стороны киевского «Динамо». Но «Шахтёр» за 3 минуты до финального свистка пропустил второй гол, который привёл к поражению 1:2 и отставанию от «Динамо» (сыгравшего вничью) на одно очко. В финале Кубка СССР’78 «горняки» играли против киевского «Динамо» и лишь в дополнительное время пропустили решающий гол, уступив со счётом 1:2. На европейской арене «Шахтёру» предстояло играть в Кубке обладателей кубков, в котором команда в первом же раунде встретилась с испанской «Барселоной» и уступила — 0:3, 1:1.
В 1979 году на должность главного тренера был назначен Виктор Носов (один из самых титулованных тренеров «Шахтёра»). Команда долго лидировала в чемпионате, но довольствовалась лишь вторым местом Высшей лиги СССР `79. Решающим матчем стал поединок 32-го тура против московского «Спартака», который «горняки» проиграли со счётом 3:1. В заключительных двух турах «Шахтёр» обыграл московские ЦСКА и «Торпедо», что позволило ему набрать 48 очков и обойти киевское «Динамо» на 1 очко. Первое место с пятьюдесятью очками занял «Спартак». Еженедельник «Футбол-Хоккей» назвал лидера команды, центрального нападающего Виталия Старухина, лучшим футболистом года. По итогам чемпионата СССР Старухин также стал лучшим бомбардиром, забив 26 голов (ближайший конкурент забил 17).
1980 и 1983 годы пополнили список кубковых достижений «Шахтёра». В финалах были обыграны тбилисское «Динамо» — 2:1 (Старухин, Пьяных) и харьковский «Металлист» — 1:0 (Ященко) соответственно. В 1980 «горняки» финишировали шестыми, в 1981 — седьмыми.
В 1984 году под руководством Носова «Шахтёр» выиграл свой первый и, как оказалось, единственный Суперкубок СССР, победив в финале днепропетровский «Днепр» (2:1, 1:1).
В Кубке обладателей кубков сезона 1983/84 клуб пробился в весеннюю стадию соревнований, где уступил «Порту» (2:3, 1:1).
Трижды «Шахтёр» оказывался за чертой десятки сильнейших (в 1982, 1984 и 1985). Но не эти сезоны определяли лицо команды в самом благоприятном для неё десятилетии. Три комплекта медалей чемпионата, два Кубка СССР.
И если в 1986 «Шахтёр» ещё смог повторить свой прошлогодний успех — выход в финал Кубка страны, то в дальнейшем, до конца существования чемпионатов Союза, значимых успехов не добивался. Лучшим стало 6-е место в чемпионате 1986 года, в 1989 команда с трудом удержалась в высшей лиге. В Кубке также дела не ладились — на 1/16 или 1/8 команда встречала непреодолимые барьеры.
После негативной оценки результатов выступлений в предыдущем сезоне (12-е место) на тренерский мостик поднялся Олег Базилевич, но он проработал лишь год. Следующий за ним Анатолий Коньков — два.
Важным в жизни команды стало начало 1989 года. 2 января Донецкий облисполком, облсовпроф и обком ЛКСМУ приняли постановление № 1 о создании областного хозрасчётного экспериментального футбольного клуба «Шахтёр» (Донецк). Через четыре дня учредительная конференция приняла Устав и избрала Совет клуба.
В июле 1989 года на пост главного тренера «Шахтёра» был назначен Валерий Яремченко.
В последнем советском чемпионате «Шахтёр» в первом круге не проиграл ни одного матча, но провалил второй, что вылилось в 12-е место среди 16 участников, при этом в Кубке СССР дончане не прошли 1/8 финала. Такими результатами клуб закончил свою советскую историю футбола.

### 1991—2004
В первом Чемпионате Украины «Шахтёр» после ничейного результата в домашнем матче с будущим чемпионом симферопольской «Таврией» лишился возможности борьбы за «золото», и команду ждал матч за 3-е место. В «бронзовом» матче «горняки» уступили футболистам «Днепра» со счётом 2:3, тем самым заняв в первом чемпионате Украины 4-е место. В первом розыгрыше Кубка Украины дончане дошли до полуфинала, где в двухматчевом противостоянии не смогли переиграть харьковский «Металлист» (0:1, 1:1).
Первые медали (серебряного достоинства) «Шахтёру» принёс сезон 1993/94. «Шахтёр» оспаривал их в большей степени с идущим третьим «Черноморцем», чем с первым «Динамо», от которого отстал на семь очков.
В чемпионате 1994/95 «горняки» заняли четвёртое место.
Сезон 1995/96 начался трагедией —15 октября 1995 года на стадионе «Шахтёр» во время матча «Шахтёра» и «Таврии» произошел взрыв, вследствие взрыва погиб президент «Шахтёра» Ахать Брагин. Данный сезон остался в украинской истории команды как самый неудачный — десятое место. При этом в Кубке Украины «Шахтёр» в серии пенальти одолел «Днепр» — 7:6 (основное время — 1:1). Эту победу донецкая команда одержала вместе со своим новым «старым» главным тренером — Владимиром Сальковым, который принял команду в начале 1995 года на стадии 1/4 финала, так как Валерий Яремченко покинул занимаемый им пост главного тренера в конце 1994 года.
Команду начала 1990-х годов олицетворяли: старожилы — Шутков, Ященко, Петров, Сергей Онопко, Смигунов, молодые — Зубов, Кривенцов, Орбу, Матвеев, Воскобойник, Ковалёв, Попов.

### История современного «Шахтёра»

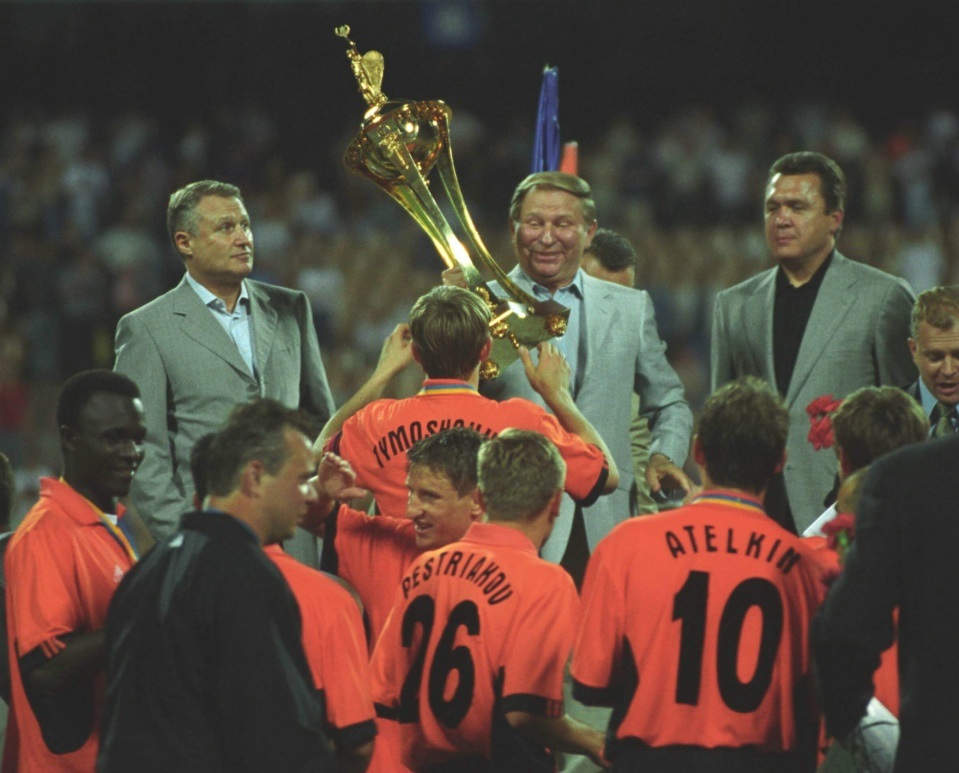
Игроки «Шахтёра» с Кубком Украины, 2002 год

11 октября 1996 года президентом футбольного клуба «Шахтёр» стал Ринат Ахметов. «Ахиллесовой пятой» «Шахтёра» долгое время были еврокубковые поединки. После относительно удачного «европохода» в 1997 году, когда «Шахтёр» в 1/8 Кубка кубков дважды уступил итальянской «Виченце», в последующих кампаниях его останавливали скромные клубы: швейцарский «Цюрих», голландская «Рода»; в 2001, 2002, 2003 — болгарский ЦСКА, австрийская «Аустрия» и румынское «Динамо» из Бухареста соответственно.
В это время широко развивается инфраструктура клуба. В 1999 году была создана детско-юношеская школа. В этом же году на месте старой тренировочной базы открылась современная СТБ «Кирша». В соответствии с требованиями УЕФА был модернизирован стадион «Шахтёр».
Весной 2000 года в «Шахтёре» появился первый легионер не из СНГ — румын Мариан Алиуцэ. Команда стала пополняться игроками национальных сборных Нигерии, Хорватии, Румынии, Чехии, Польши, Сербии и Черногории, Македонии.
В 2000 году под руководством главного тренера Виктора Прокопенко «Шахтёр» впервые в истории вышел в групповой этап Лиги чемпионов. Горняки стартовали со второго отборочного раунда, в котором дважды уверенно переиграли эстонскую «Левадию». На следующем этапе соперником «Шахтёра» стала пражская «Славия». Проиграв первый матч в Донецке, «горнякам» удалось в ответной игре одолеть чешскую команду. Сначала на 90-й минуте гол забил Андрей Воробей, тем самым переведя игру в овертайм, в котором победную точку поставил Сергей Ателькин, забив на 97 минуте. В группе B «Шахтёр» сыграл с лондонским «Арсеналом», римским «Лацио», «Спартой», и финишировал с 6 очками на третьем месте, пропустив вперёд англичан и итальянцев. После группового этапа ЛЧ, «Шахтёр» продолжил игру в европейских соревнованиях в Кубке УЕФА, в котором «горняки» встретились с испанской «Сельтой». Первый матч проходил в Донецке и закончился без забитых голов, на выезде «Шахтёр» минимально уступил испанцам 0:1. В Чемпионате Украины «Шахтёр» был близок к своему первому чемпионству, но уступил титул чемпиона киевскому «Динамо», отстав на одно очко. При этом команде удалось выиграть свой третий трофей в Кубке Украины, в финале которого «Шахтёр» обыграл киевский ЦСКА со счётом 2:1.

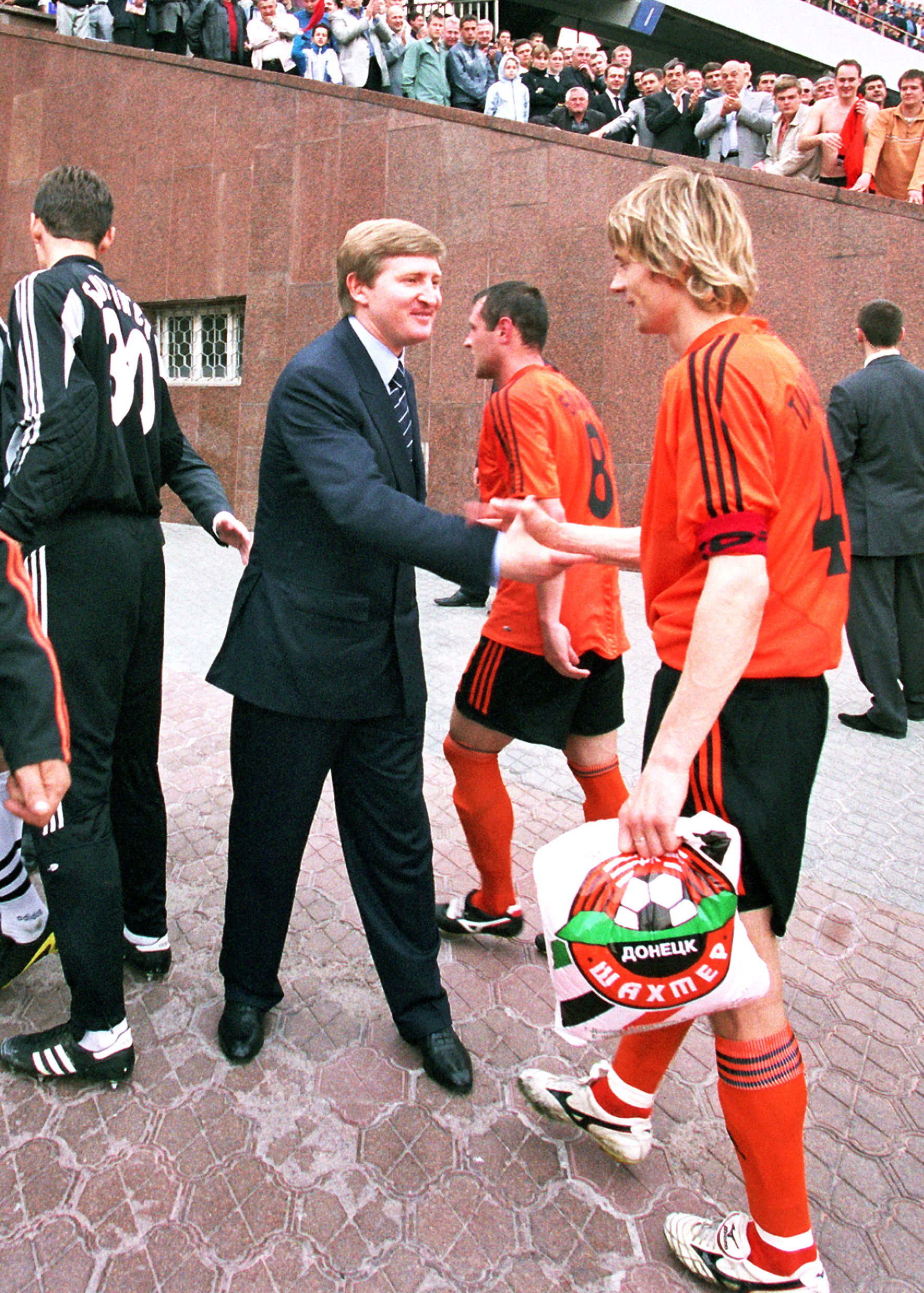
Ринат Ахметов и Анатолий Тимощук (2002 год)

18 января 2002 года главным тренером донецкого «Шахтёра» становится первый в истории клуба тренер-иностранец — Невио Скала, который за полгода своей работы приводит команду к первому в истории клуба званию чемпиона Украины, обойдя в сезоне 2001/02 киевское «Динамо» на одно очко. «Шахтёр» стал третьей командой, которая становилась чемпионом Украины. Также под руководством Невио Скалы, «Шахтёр» в финале Кубка Украины со счётом 3:2 переиграл «Динамо». Еврокубковая компания «Шахтёра» в сезоне 2001/2002 сложилась неудачно: сначала команда не пробилась в групповой этап Лиги чемпионов, проиграв два матча дортмундской «Боруссии» с общим счётом 1:5, после чего последовало выездное поражение болгарскому ЦСКА 0:3, и на завершение была домашняя победа над болгарами со счётом 2:1, которая не позволила «Шахтёру» продолжить выступление в Кубке УЕФА.
16 июня 2003 года на пост главного тренера был назначен иностранец Бернд Шустер, который, доведя команду до финала Кубка Украины, покинул клуб в начале 2004 года, так и не выиграв с клубом ни одного трофея. Кроме этого он успел сыграть с командой в Лиге чемпионов, где в третьем отборочном цикле по сумме 2 матчей проиграл российскому "Локомотиву (3:2). Поражение позволило команде продолжить выступление в Кубке УЕФА, но и там в первом же раунде «Шахтёр» уступил бухарестскому «Динамо» с общим счётом 2:5.

### Эпоха Луческу: 2004—2016

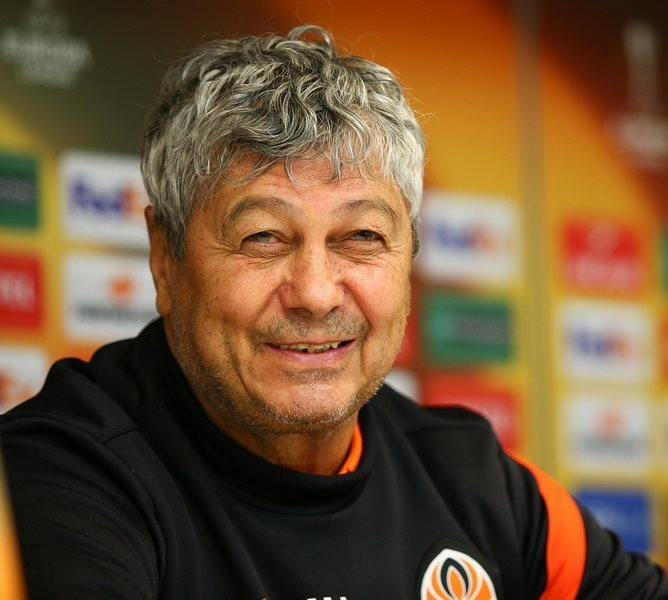
Мирча Луческу, 16 марта 2016 года

18 мая 2004 года главным тренером клуба был назначен Мирча Луческу, который стал третьим иностранным тренером команды. Луческу в первый месяц своей работы выигрывает с командой Кубок Украины 2004, в котором «Шахтёр» уверено переиграл в финале «Днепр» со счётом 2:0. Также он привёл команду к очередному серебру Чемпионата Украины 2003/04. В матче за первый в истории страны Суперкубок «Шахтёр» проиграл в серии послематчевых пенальти 5:6 киевскому «Динамо».
В сезоне 2004/2005 «Шахтёр» выигрывает второй в истории и первый с тренером Луческу чемпионский титул, обойдя киевское «Динамо» на 7 очков, но в финале Кубка Украины киевляне взяли реванш, обыграв дончан 1:0. 9 июля 2005 во втором розыгрыше Суперкубка Украины «Шахтёр» взял верх над «Динамо», обыграв киевлян по пенальти 5:3. Также «Шахтёр» хорошо выступил в групповом этапе Лиги чемпионов, пропустив вперёд будущего финалиста «Милан» и «Барселону». Клуб продолжил игру в Кубке УЕФА, где обыграл «Шальке 04» с общим счётом 2:1 и вышел в 1/8 финала, где в двух матчах был побежден голландским АЗ (1:3 и 1:2).
Чемпионат Украины 2005/06 стал поистине интригующим, в нём «Шахтёр» и «Динамо» набрали по 75 очков, и между командами был проведен единственный в истории чемпионатов Украины «Золотой матч» в котором со счётом 2:1 «горняки» в дополнительное время забили решающий гол и выиграли 3-е в истории клуба чемпионство Украины, но в Кубке страны уступили «динамовцам» 0:1. После донецкий клуб проиграл киевлянам в Суперкубке 0:2. В Лиге чемпионов 2005/06 выпал сложный жребий, и уже в первой встречи 3-го отборочного раунда «горнякам» пришлось играть с итальянским «Интернационале». «Шахтёр» проиграл домашний матч (0:2) и сыграл вничью на выезде (1:1), после чего попал в Кубок УЕФА, где занял второе место в групповом этапе Группы G и вышел в 1/16 финала на французский «Лилль». Французы оказались сильнее в домашнем матче (3:2), а ответный матч закончился безголевой ничьей.
В сезоне 2006/07 клуб остался без наград, в чемпионате Украины «горняки» заняли второе место, пропустив на первое «Динамо» из Киева, ему же проиграли в финале Кубка Украины, а также уступили киевлянам в Суперкубке. В Лиге чемпионов «Шахтёр» дошёл до группового этапа, где занял 3-е место и вылетел в Кубок УЕФА, где в 1/16 финала встретился второй раз к ряду с французским клубом, на этот раз это был «Нанси». Первый матч, проходивший в Донецке, закончился ничьей 1:1, но на выезде «горняки» смогли переиграть французов со счётом 1:0 и выйти в 1/8 финала, в котором украинскому клубу предстояло играть с «Севильей». В Испании был тяжёлый матч для обеих команд и закончился со счётом 2:2. В домашнем матче «Шахтёр» обыгрывал «Севилью» со счётом 2:1, ко второму тайму судьёй матча было добавлено 4 минуты, которые стали роковыми, так как на 94-й минуте «Шахтёр» пропустил мяч в свои ворота, а в первом экстра-тайме, команда пропустила и третий мяч, в итоге, в равной борьбе, проиграв матч и противостояние испанскому клубу.
2007 год в Лиге чемпионов для команды закончился групповым этапом. Несмотря на удачный старт в квалификационных матчах и победу в двух стартовых поединках группового этапа, украинский клуб уступил в оставшихся четырёх матчах и, заняв последнее место в группе D, прекратил борьбу в еврокубках. Тем не менее, «горняки» успешно выступили в национальном первенстве, оформив свой первый «хет-трик»: команда одержала победу во всех украинских первенствах. В финале Кубка было обыграно «Динамо» со счётом 2:0, в чемпионате «Шахтёр» обошёл киевлян в борьбе за первое место, а третьим трофеем стал Суперкубок страны, где «Шахтёр» одолел «Динамо» в серии послематчевых пенальти (5:3).

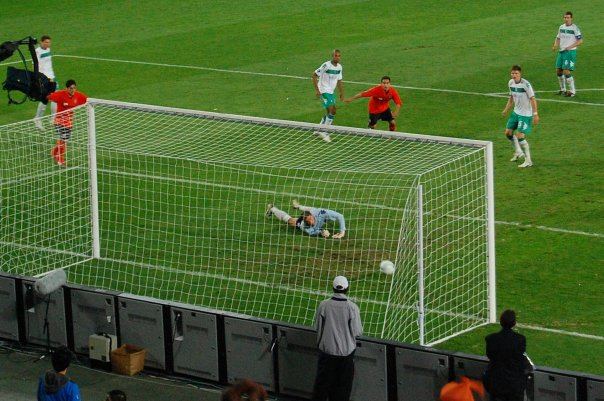
Жадсон забивает победный гол «Вердеру» в финале Кубка УЕФА, 20 мая 2009 года

Сезон 2008/09 стал самым успешным в истории клуба. Неудачи в чемпионате (2-е место с отставанием от чемпиона на 15 очков) и поражение в финале Кубка Украины от «Ворсклы» сполна компенсировались супер-успешным выступлением на европейской арене. Осенью 2008 года «Шахтёр», набрав 9 очков в групповом раунде Лиги чемпионов и заняв третье место в группе C, попал в весеннюю стадию Кубка УЕФА. Начав победное шествие с 1/16 финала, где был побеждён «Тоттенхэм Хотспур» (2:0, 1:1), после чего в 1/8 финала, по сумме двух матчей (2:0, 0:1), был обыгран московский ЦСКА. В 1/4 финала «горняки» дважды одолели «Олимпик Марсель» (2:0, 2:1). В 1/2 финала команда встречалась с принципиальным для себя соперником — киевским «Динамо», это противостояние стало историческим для украинского футбола (впервые в истории 2 украинских клуба встретились в полуфинале европейских соревнований). После ничьей 1:1 в Киеве, «Шахтёр» обыграл «Динамо» в Донецке со счётом 2:1, вырвав победу на 89 минуте благодаря голу Илсиньо. В финале Кубка УЕФА «Шахтёр» встретился с бременским «Вердером». Основное время матча закончилось со счётом 1:1. В добавленное время, на 97-й минуте, Жадсон забил победный гол. «Шахтёр» выиграл со счётом 2:1 и стал пожизненным обладателем Кубка УЕФА (со следующего сезона это соревнование стало называться Лигой Европы).
28 августа 2009 года состоялся матч за Суперкубок УЕФА между «Шахтёром» и «Барселоной». Матч завершился со счётом 1:0 в пользу «Барселоны», которая смогла забить единственный гол в матче лишь на 115 минуте. После этого матча команду покинул Дмитрий Чигринский, перейдя в каталонский клуб.
В Лиге чемпионов 2009/10 «Шахтёр» начал с сенсационного провального старта в третьем отборочном раунде. Дважды сыграв вничью (2:2 и 0:0) с румынской «Тимишоарой», клуб попрощался с Лигой чемпионов, став участником Лиги Европы. В этом турнире «Шахтёр» занял первое место в группе J, но уже в 1/16 финала уступил английскому «Фулхэму». На выезде «горняки» проиграли со счётом 2:1, а дома сыграли вничью — 1:1. Но в Чемпионате Украины, 5 мая 2010 года, «Шахтёр», победив «Динамо», досрочно стал чемпионом Украины сезона 2009/2010, а после и обладателем Суперкубка Украины 2010, в котором разгромил обладателя Кубка Украины — «Таврию» со счётом 7-1.
В сезоне 2010/11 был завоёван очередной титул чемпиона Украины и обладателя Кубка Украины. Матч за Суперкубок 2011 «Шахтёр» уступил киевскому «Динамо». В еврокубках этого сезона команда добилась хороших результатов: впервые в своей истории пробившись в плей-офф Лиги чемпионов. «Шахтёр» занял первое место в группе H, в 1/8 финала жребий свёл его с итальянской «Ромой», которая была обыграна в двух матчах. Затем в 1/4 финала «Шахтёр» уступил будущему обладателю трофея — «Барселоне». «Шахтёр» стал вторым украинским клубом, прошедшим в четвертьфинал Лиги чемпионов (первым было киевское «Динамо»).
В сезоне 2011/12 еврокубковая кампания «Шахтёра» оказалась провальной, «горнякам» удалось выиграть лишь заключительный, ничего не решающий, матч группового этапа Лиги чемпионов, против победителя группы АПОЭЛ. В итоге «Шахтёр» с 5 очками занял последнее место в группе G. Тем не менее, в отечественном первенстве «Шахтёр» сделал «хет-трик», выиграв всё: чемпионат, Кубок и Суперкубок.

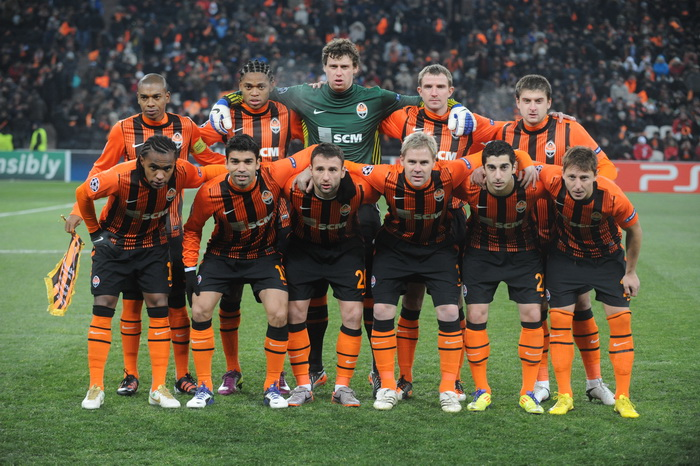
«Шахтёр» в матче Лиги чемпионов УЕФА в 2011 году

В сезоне 2012/13 «Шахтёр» занял второе место в группе E группового раунда Лиги чемпионов. В 1/8 финала после домашней ничьи 2:2 с дортмундской «Боруссией», «Шахтёр» проиграл ответный матч, будущему финалисту турнира, со счётом 0:3. В украинском первенстве во второй раз подряд клуб оформил «хет-трик» выиграв в очередной раз Чемпионат Украины и в третий раз подряд Кубок Украины, а также Суперкубок Украины. 6 июня 2013 года «Шахтёр» оформил рекордный в истории украинского футбола (на то время) трансфер, продав в «Манчестер Сити» за 40 млн евро полузащитника Фернандиньо.
В сезоне 2013/14 «Шахтёр» из группового этапа Лиги чемпионов перешёл в 1/16 Лиги Европы, где уступил по сумме двух встреч чешской «Виктории», на выезде сыграв вничью 1:1 и проиграв в домашнем матче 1:2. В Украинской Премьер-лиге клуб в 5-й раз к ряду стал чемпионом. В финале Кубка «Шахтёр» уступил киевскому «Динамо» со счётом 1:2, но при этом взял реванш в Суперкубке обыграв «динамовцев» 2:0.
В мае 2014 года из-за войны на востоке Украины клуб перебазировался из Донецка в Харьков и стал проводить матчи чемпионата и еврокубков на стадионе «Металлист».

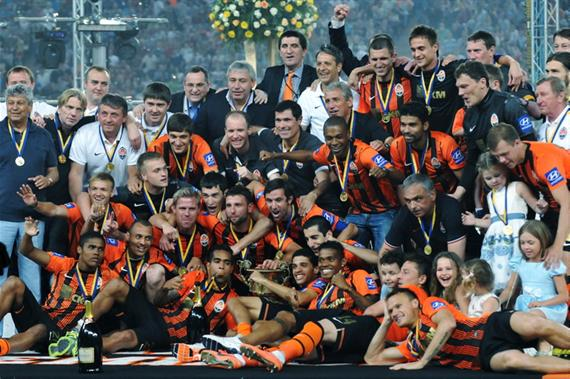
Победа в чемпионате Украины, 2013 год

Сезон 2014/15 «Шахтёр» провёл на достойном уровне, несмотря на то, что клуб так и не сыграл в сезоне на «Донбасс Арене». В Лиге чемпионов команда дошла до 1/8 финала, где сыграв против «Баварии» в первом матче нулевую ничью, разгромно проиграла во втором — 0:7. В Украинской Премьер-Лиге «Шахтёр» занял 2-е место, уступив чемпионство киевскому «Динамо». В финале Кубка Украины команда также уступила «динамовцам» в серии пенальти, сыграв в основное и добавленное время в безголевую ничью. И только в Суперкубке Украины «Шахтёр» «взял верх» над «Динамо», выиграв единственный трофей в сезоне.
Следующий сезон, 2015/16, «Шахтёр» начал достойно. Выступление в Лиге чемпионов не удалось, попав в группу с мадридским «Реалом» и «Пари Сен-Жермен», «горняки» смогли выйти только в Лигу Европы, где встретились с «Шальке 04» и победили в двухматчевом противостоянии, сыграв дома «по нулям», но разгромив немцев в гостях 0:3. Следующим соперником дончан стал бельгийский «Андерлехт», который «Шахтёр» уверенно обыграл дома со счётом 3:1 и окончательно обеспечил себе выход в 1/4 финала, выиграв у соперника в ответном матче в Бельгии со счётом 0:1. В четвертьфинале «горняки» не оставили шансов португальской «Браге» обыграв её дважды (первый матч в Португалии — 2:1, второй — 4:0). По итогам жеребьёвки, в ходе которой клубы не делились на сеяные и не сеяные, в полуфинале донецкий клуб играл против испанской «Севильи». В первом поединке во Львове был зафиксирован ничейный результат — 2:2. В ответной встрече «Шахтёр» уступил действующему и будущему победителю турнира со счётом 3:1, тем самым покинув турнир. 21 мая 2016 года финал Кубка был призван подвести черту под непростым украинским сезоном, в игре за трофей встретились донецкий «Шахтёр» и луганская «Заря». В достойном финала противостоянии донецкий клуб одержал победу со счётом 2:0, которая стала десятой в финалах Кубка Украины. Этот матч стал последним в «шахтёрской» карьере Мирчи Луческу, после матча Луческу оставил должность главного тренера донецкого «Шахтёра».

### Руководство Фонсеки: 2016—2019

Паулу Фонсека

В мае 2016 года тренерское место занял португалец Паулу Фонсека, который, будучи главным тренером «Браги», за месяц до этого уступил «Шахтёру» в четвертьфинале Лиги Европы. 16 июля 2016 в первом официальном матче под руководством Паулу Фонсеки «Шахтёр» в серии пенальти проиграл киевскому «Динамо» в поединке за Суперкубок Украины. Затем последовало поражение в серии пенальти от швейцарского клуба «Янг Бойз» в 3-м квалификационном раунде ЛЧ, и впервые за последние 7 лет «Шахтёр» не смог пробиться в групповой этап ЛЧ.

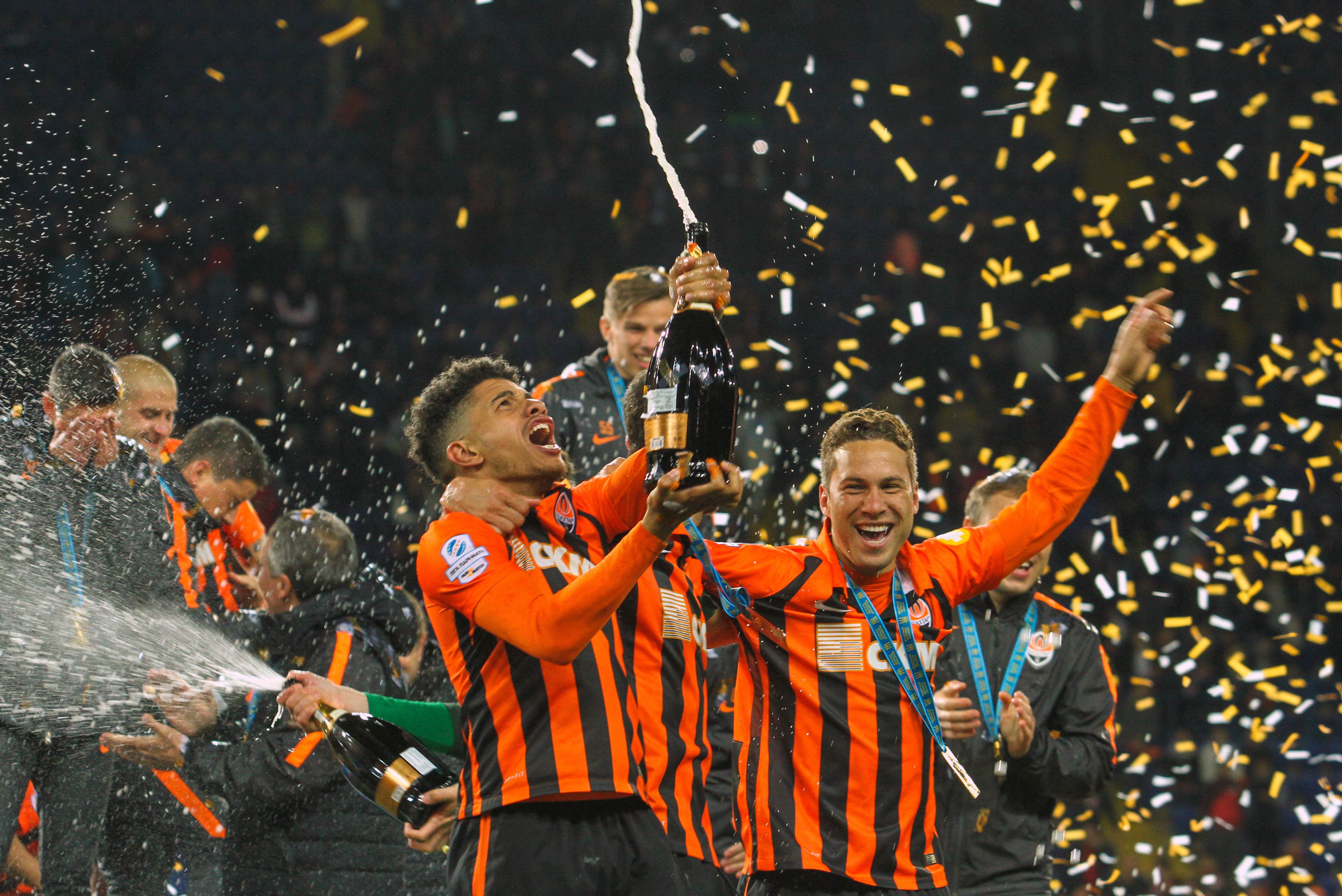
«Шахтёр» празднует победу в Кубке Украины на стадионе «Металлист», 2017 год

После вылета из ЛЧ «Шахтёр» успешно выступил в групповом раунде Лиги Европы, выиграв 8 матчей подряд и заняв первое место в группе, став единственной командой данного розыгрыша, набравшей максимальное количество очков — 18. После группового этапа в 1/16 финала команда Фонсеки встретилась с «Сельтой» и выиграла первую встречу (в Испании) со счётом 1:0, установив тем самым новый командный рекорд — 9 побед подряд в матчах Лиги Европы. Но после выездной победы «горняки» в домашнем матче пропустили гол с пенальти на 90+1 минуте, а во 2-м овертайме пропустили 2-й гол. Проиграв двухматчевое противостояние с общим счётом 1:2, «Шахтёр» покинул турнир. 6 мая 2017 года «Шахтёр» досрочно оформил победу в чемпионате Украины 2016/17, обыграв на ОСК «Металлист» «Зарю» со счётом 3:2 и став десятикратным чемпионом страны. Также «горняки» выиграли Кубок Украины, обыграв в финале «Динамо» (Киев) со счётом 1:0.
Сезон 2017/18 «Шахтёр» начал, победив в Суперкубке страны киевское «Динамо» 2:0. В Лиге чемпионов клуб попал в группу с «Наполи», «Манчестер Сити» и «Фейенордом». В первом туре команда обыграла в домашнем матче одного из основных претендентов на чемпионство в Италии, «Наполи», со счётом 2:1. К заключительному туру «горнякам» нужно было не проиграть лидеру английского чемпионата — «Манчестер Сити». Но команда сделала больше, обыграв «горожан», которые не проигрывали 29 матчей подряд, со счётом 2:1. В итоге, набрав 12 очков, клуб занял 2-е место, обойдя «Наполи» на 6 пунктов. В 1/8 финала жребий, как и в сезоне 2010/11, свёл его с итальянской «Ромой», но, в отличие от предыдущего раза, «горняки» не смогли обыграть «волков». Обыграв на стадионе «Металлист» римлян со счётом 2:1, они уступили в гостях на «Стадио Олимпико» со счётом 0:1 и по правилу выездного гола выбыли из розыгрыша Лиги чемпионов.
14 февраля 2018 года стало известно, что «Шахтёр» сменил место регистрации с Донецка на Мариуполь.
В следующем сезоне, несмотря на отличное выступление в национальном чемпионате, «горняки» слабо выступили на еврокубковой арене, это было вызвано как ослаблением чемпионата Украины, так и кадровыми проблемами — команде не хватало игроков должного уровня. Но несмотря на это, заняв 3-е место в групповом этапе ЛЧ, попали в 1/16 ЛЕ, где встретились с успешно выступавшим (6 из 6 побед) в ЛЕ «Айнтрахтом». Первый матч на стадионе «Металлист» закончился 2:2, но матч во Франкфурте «Шахтёр» проиграл со счётом 1:4 и прекратил участие в турнире. В национальном первенстве Фонсека с командой выиграл Чемпионат и Кубок. В июне 2019 года Паулу Фонсека покинул клуб.

### Луиш Каштру: 2019—2021
12 июня 2019 года главным тренером команды стал португалец Луиш Каштру. В свой первый сезон тренер привёл команду к тринадцатому чемпионству в её истории. Отрыв от второго места и принципиального соперника «Динамо» составил 23 очка. Каштру довёл команду до полуфинала Лиги Европы. В сезоне 2019/2020 «Шахтёр» стал чемпионом Украины. Эта победа стала 4 подряд в турнире. В сезоне 2020/21 сложился крайне неудачно. «Динамо» Киев опередило «горняков» 11 очков и завоевало чемпионство. В Кубке Украины «Шахтёр» проиграл «Агробизнесу» из первой лиги. В групповом этапе Лиги чемпионов «Шахтёр» обыграл дважды мадридский «Реал» (2:3 в гостях и 2:0 дома), разгромно проиграл «Боруссии» Мёнхенгладбах (0:6 дома и 0:4 в гостях), дважды сыграл в нулевую ничью с «Интером», уступил второе место группы «Боруссии» по разнице мячей и с третьего места вышел в плей-офф Лиги Европы. В 1/8 финала «Шахтёр» уступил «Роме». По окончании сезона Луиш Каштру был уволен.

### Сезоны Де Дзерби и Йовичевича: 2021—2023
В конце мая 2021 года на пост главного тренера был назначен итальянец Роберто де Дзерби. В начале сезона «Шахтёр» вышел в группой этап Лиги чемпионов. 22 сентября 2021 де Дзерби выиграл своей первый в тренерской карьере трофей — Суперкубок Украины 2021. Эта победа прервала серию поражений «Шахтёра» в Суперкубке страны в течение 3 лет.
В Лиге чемпионов 2021/22 клуб выступил неудачно заняв последнее место в группе с «Реалом», «Интером» и «Шерифом».
В 2022 году, после вторжения России на территорию Украины, президент клуба сообщил о тяжёлой утрате: от осколка российского снаряда погиб детский тренер клуба. Кроме этого, в связи с обострением ситуации клуб покинул главный тренер Де Дзерби, который оставался некоторое время в Киеве с футболистами.
14 июля 2022 года главным тренером донецкой команды был назначен хорватский тренер Игор Йовичевич, с которым команда в сезоне 2022/23 завоевала золотые медали чемпионата, заняла третье место в группе Лиги чемпионов, а в Лиге Европы дошла до 1/8 финала, уступив «Фейеноорду».
8 июня 2023 года Йовичевич был уволен с поста главного тренера решением президента клуба.

### С 2023 года
С октября 2023 по май 2025 года главным тренером «Шахтёра» являлся Марино Пушич, который за этот период обеспечил команде чемпионство в сезоне 2023/24 и дважды завоёвывал Кубок Украины.
В мае 2025 года «Шахтёр» объявил о назначении Арды Турана на пост главного тренера команды.

## Достижения

### СССР
- Чемпионат СССР
  - Серебряный призёр (2): 1975, 1979
  - Бронзовый призёр (2): 1951, 1978
- Кубок СССР
  - Обладатель (4): 1961, 1962, 1980, 1983
  - Финалист (4): 1963, 1978, 1985, 1986
- Кубок УССР
  - Финалист: 1972
- Кубок сезона
  - Обладатель: 1984
  - Финалист (2): 1981, 1986
- Первая лига СССР
  - Победитель: 1954
  - Серебряный призёр: 1972

### Украина
- Чемпионат Украины
  - Чемпион (15): 2001/02, 2004/05, 2005/06, 2007/08, 2009/10, 2010/11, 2011/12, 2012/13, 2013/14, 2016/17, 2017/18, 2018/19, 2019/20, 2022/23, 2023/24
  - Серебряный призёр (13): 1993/94, 1996/97, 1997/98, 1998/99, 1999/00, 2000/01, 2002/03, 2003/04, 2006/07, 2008/09, 2014/15, 2015/16, 2020/21
  - Бронзовый призёр: 2024/25
- Кубок Украины
  - Обладатель (15, рекорд): 1994/95, 1996/97, 2000/01, 2001/02, 2003/04, 2007/08, 2010/11, 2011/12, 2012/13, 2015/16, 2016/17, 2017/18, 2018/19, 2023/24, 2024/25
  - Финалист (6): 2002/03, 2004/05, 2006/07, 2008/09, 2013/14, 2014/15
- Суперкубок Украины
  - Обладатель (9, рекорд): 2005, 2008, 2010, 2012, 2013, 2014, 2015, 2017, 2021

### Международные
- Лига чемпионов УЕФА
  - Четвертьфинал: 2011
- Кубок УЕФА
  - Обладатель: 2009
- Кубок обладателей кубков УЕФА
  - Четвертьфинал: 1984

### Другие турниры
- Кубок Ла-Манги
  - Обладатель: 2008
- Кубок часов
  - Обладатель: 2009
- Кубок Первого канала
  - Обладатель: 2006
- Copa del Sol
  - Обладатель (2): 2010, 2013
- Объединённый суперкубок
  - Обладатель: 2014

## Состав команды

### Текущий состав
| 23 | Флаг Украины  | Вр  | Кирилл Фесюн                | 2002 |  |  |  |  |  |
| 31 | Флаг Украины  | Вр  | Дмитрий Ризнык              | 1999 |  |  |  |  |  |
| 34 | Флаг Украины  | Вр  | Ростислав Баглай            | 2008 |  |  |  |  |  |
| 48 | Флаг Украины  | Вр  | Денис Твардовский           | 2003 |  |  |  |  |  |
|    |               |     |                             |      |  |  |  |  |  |
| 3  | Флаг Боливии  | Защ | Диего Арройо                | 2005 |  |  |  |  |  |
| 4  | Флаг Бразилии | Защ | Марлон Сантос               | 1995 |  |  |  |  |  |
| 5  | Флаг Украины  | Защ | Валерий Бондарь             | 1999 |  |  |  |  |  |
| 13 | Флаг Бразилии | Защ | Педро Энрике                | 2002 |  |  |  |  |  |
| 16 | Флаг Грузии   | Защ | Иракли Азарови              | 2002 |  |  |  |  |  |
| 17 | Флаг Бразилии | Защ | Винисиус Тобиас             | 2004 |  |  |  |  |  |
| 18 | Флаг Туниса   | Защ | Алаа Грам                   | 2001 |  |  |  |  |  |
| 22 | Флаг Украины  | Защ | Николай Матвиенко (капитан) | 1996 |  |  |  |  |  |
| 26 | Флаг Украины  | Защ | Ефим Конопля                | 1999 |  |  |  |  |  |
| 74 | Флаг Украины  | Защ | Марьян Фарина               | 2003 |  |  |  |  |  |
|    |               |     |                             |      |  |  |  |  |  |
| 6  | Флаг Бразилии | ПЗ  | Марлон Гомес                | 2003 |  |  |  |  |  |

| 7  | Флаг Бразилии     | ПЗ  | Эгиналдо         | 2004 |  |  |  |  |  |
| 8  | Флаг Украины      | ПЗ  | Дмитрий Крыськив | 2000 |  |  |  |  |  |
| 9  | Флаг Украины      | ПЗ  | Марьян Швед      | 1997 |  |  |  |  |  |
| 10 | Флаг Украины      | ПЗ  | Георгий Судаков  | 2002 |  |  |  |  |  |
| 11 | Флаг Бразилии     | ПЗ  | Кевин            | 2003 |  |  |  |  |  |
| 20 | Флаг Украины      | ПЗ  | Антон Глущенко   | 2004 |  |  |  |  |  |
| 21 | Флаг Украины      | ПЗ  | Артём Бондаренко | 2000 |  |  |  |  |  |
| 24 | Флаг Украины      | ПЗ  | Виктор Цуканов   | 2006 |  |  |  |  |  |
| 27 | Флаг Украины      | ПЗ  | Олег Очеретько   | 2003 |  |  |  |  |  |
| 29 | Флаг Украины      | ПЗ  | Егор Назарина    | 1997 |  |  |  |  |  |
| 30 | Флаг Бразилии     | ПЗ  | Алисон           | 2005 |  |  |  |  |  |
| 38 | Флаг Бразилии     | ПЗ  | Педриньо         | 1998 |  |  |  |  |  |
| 39 | Флаг Бразилии     | ПЗ  | Невертон         | 2005 |  |  |  |  |  |
|    |                   |     |                  |      |  |  |  |  |  |
| 2  | Флаг Буркина-Фасо | Нап | Лассина Траоре   | 2001 |  |  |  |  |  |
| 19 | Флаг Бразилии     | Нап | Кауан Элиас      | 2006 |  |  |  |  |  |

- № 33 навсегда закреплён за Дарио Срной[31].

### Юношеский состав (Шахтёр U-19)
|  | Флаг Украины | Вр  | Артём Недозимованый | 2007 |  |  |  |  |  |
|  | Флаг Украины | Вр  | Тимофей Кича        | 2008 |  |  |  |  |  |
|  | Флаг Украины | Вр  | Ростислав Баглай    | 2008 |  |  |  |  |  |
|  | Флаг Украины | Вр  | Владислав Чимпоеш   | 2008 |  |  |  |  |  |
|  |              |     |                     |      |  |  |  |  |  |
|  | Флаг Украины | Защ | Дмитрий Бесклейный  | 2006 |  |  |  |  |  |
|  | Флаг Украины | Защ | Валентин Галонский  | 2006 |  |  |  |  |  |
|  | Флаг Украины | Защ | Максим Данилюк      | 2006 |  |  |  |  |  |
|  | Флаг Украины | Защ | Егор Костюк         | 2008 |  |  |  |  |  |
|  | Флаг Украины | Защ | Егор Онищук         | 2009 |  |  |  |  |  |
|  | Флаг Украины | Защ | Егор Данковский     | 2007 |  |  |  |  |  |
|  | Флаг Украины | Защ | Иван Вергун         | 2008 |  |  |  |  |  |
|  | Флаг Украины | Защ | Никита Шелекета     | 2007 |  |  |  |  |  |
|  | Флаг Украины | Защ | Никита Калюжный     | 2008 |  |  |  |  |  |
|  | Флаг Украины | Защ | Михаил Решетников   | 2007 |  |  |  |  |  |
|  | Флаг Украины | Защ | Дмитрий Стрельчук   | 2007 |  |  |  |  |  |
|  |              |     |                     |      |  |  |  |  |  |
|  | Флаг Украины | ПЗ  | Василий Бундаш      | 2006 |  |  |  |  |  |
|  | Флаг Украины | ПЗ  | Евгений Гармаш      | 2007 |  |  |  |  |  |

|  | Флаг Украины | ПЗ  | Богдан Трифаненко    | 2006 |  |  |  |  |  |
|  | Флаг Украины | ПЗ  | Виктор Цуканов       | 2006 |  |  |  |  |  |
|  | Флаг Украины | ПЗ  | Артём Зубрий         | 2008 |  |  |  |  |  |
|  | Флаг Украины | ПЗ  | Денис Сметана        | 2006 |  |  |  |  |  |
|  | Флаг Украины | ПЗ  | Даниил Давиденко     | 2007 |  |  |  |  |  |
|  | Флаг Украины | ПЗ  | Владислав Тютюнов    | 2007 |  |  |  |  |  |
|  | Флаг Украины | ПЗ  | Максим Гончар        | 2007 |  |  |  |  |  |
|  | Флаг Украины | ПЗ  | Артём Дериконь       | 2008 |  |  |  |  |  |
|  | Флаг Украины | ПЗ  | Александр Чёрненький | 2008 |  |  |  |  |  |
|  |              |     |                      |      |  |  |  |  |  |
|  | Флаг Украины | Нап | Александр Ломага     | 2006 |  |  |  |  |  |
|  | Флаг Украины | Нап | Антон Гарабжий       | 2007 |  |  |  |  |  |
|  | Флаг Украины | Нап | Ян Желиба            | 2007 |  |  |  |  |  |
|  | Флаг Украины | Нап | Михаил Слипчук       | 2007 |  |  |  |  |  |
|  | Флаг Украины | Нап | Денис Петрук         | 2007 |  |  |  |  |  |
|  | Флаг Гамбии  | Нап | Мухамаду Канте       | 2007 |  |  |  |  |  |
|  | Флаг Украины | Нап | Макар Твердохлиб     | 2008 |  |  |  |  |  |

## Игроки в аренде
| Игрок                | Клуб                |         |
| Вратари              | Вратари             | Вратари |
| -------------------- | ------------------- | ------- |
| Тимур Пузанков       | Колос (Ковалёвка)   |         |
| Защитники            |                     |         |
| Роман Савченко       | Черноморец (Одесса) |         |
| Эдуард Козик         | Колос (Ковалёвка)   |         |
| Даниил Удод          | Черноморец (Одесса) |         |
| Лука Лацабидзе       | Динамо (Тбилиси)    |         |
| Георгий Гочолеишвили | Гамбург             |         |
| Николай Огарков      | Александрия         |         |
| Антон Дрозд          | Александрия         |         |
| Полузащитники        |                     |         |
| Майкон               | Коринтианс          |         |
| Дмитрий Топалов      | ЛНЗ                 |         |
| Михаил Хромей        | Черноморец (Одесса) |         |
| Олег Пушкарёв        | Кудровка            |         |
| Иван Лосенко         | Кудровка            |         |
| Хусрав Тоиров        | Черноморец (Одесса) |         |
| Евгений Янович       | Черноморец (Одесса) |         |
| Кирилл Сигеев        | Татран              |         |
| Лукаш Захора         | Дубрава             |         |
| Нападающие           |                     |         |

## Трансферы 2025/26
| Поз. | Игрок                  | Прежний клуб        |
| ---- | ---------------------- | ------------------- |
| ПЗ   | Олег Пушкарёв**        | Ингулец             |
| ПЗ   | Иван Лосенко**         | Ингулец             |
| ПЗ   | Хусрав Тоиров**        | Атырау              |
| Защ  | Георгий Гочолеишвили** | Копенгаген          |
| Защ  | Даниил Удод**          | Черноморец (Одесса) |
| Защ  | Роман Савченко**       | Черноморец (Одесса) |
| ПЗ   | Олег Очеретько**       | Карпаты (Львов)     |
| ПЗ   | Иван Петряк**          | Полесье (Житомир)   |
| ПЗ   | Михаил Хромей**        | Черноморец (Одесса) |
| ПЗ   | Дмитрий Топалов**      | ЛНЗ                 |
| ПЗ   | Хусрав Тоиров**        | Черноморец (Одесса) |
| ПЗ   | Иван Петряк**          | Черноморец (Одесса) |
| Защ  | Лука Лацабидзе**       | Черноморец (Одесса) |
| Защ  | Став Лемкин**          | Маккаби (Тель-Авив) |
| ПЗ   | Кирилл Сигеев**        | Черноморец (Одесса) |
| ПЗ   | Евгений Янович**       | Черноморец (Одесса) |
| Защ  | Марлон Сантос***       | Лос-Анджелес        |
| ПЗ   | Лукас Феррейра         | Сан-Паулу           |

| Поз. | Игрок                 | Новый клуб        |
| ---- | --------------------- | ----------------- |
| ПЗ   | Андрей Тотовицкий***  | Кудровка          |
| Защ  | Став Лемкин           | Твенте            |
| ПЗ   | Кирилл Сигеев*        | Татран            |
| Вр   | Тимур Пузанков*       | Колос (Ковалёвка) |
| Защ  | Лука Лацабидзе*       | Динамо (Тбилиси)  |
| ПЗ   | Олег Пушкарёв*        | Кудровка          |
| ПЗ   | Иван Лосенко*         | Кудровка          |
| Защ  | Георгий Гочолеишвили* | Гамбург           |
| Защ  | Николай Огарков*      | Александрия       |
| Защ  | Антон Дрозд*          | Александрия       |

* В аренду. 

** Из аренды. 

*** Свободный агент.

## Руководство клуба
- Ринат Ахметов — президент
- Сергей Палкин — генеральный директор
- Дарио Срна — спортивный директор
- Гюльнара Ахмеджанова — финансовый директор
- Александр Черкасов — генеральный секретарь
- Виталий Хливнюк — директор департамента спортивного менеджмента
- Дмитрий Кириленко — коммерческий директор
- Александр Алексеев — директор департамента детско-юношеского футбола

## Тренерский штаб

### Основной состав
- Арда Туран — главный тренер
- Керем Яваш — ассистент главного тренера
- Карло Николини — ассистент главного тренера
- Синан Сарыкурт — ассистент главного тренера
- Андрей Пятов — тренер вратарей
- Эмрах Каракован — тренер вратарей
- Утку Алемдароглу — тренер по физподготовке
- Мерт Сомай — тренер-аналитик

### U-19
- Алексей Белик — главный тренер
- Максим Малышев — ассистент главного тренера
- Александр Алимов — ассистент главного тренера
- Роман Гаврилов — тренер вратарей

## Стадионы

### «Шахтёр»

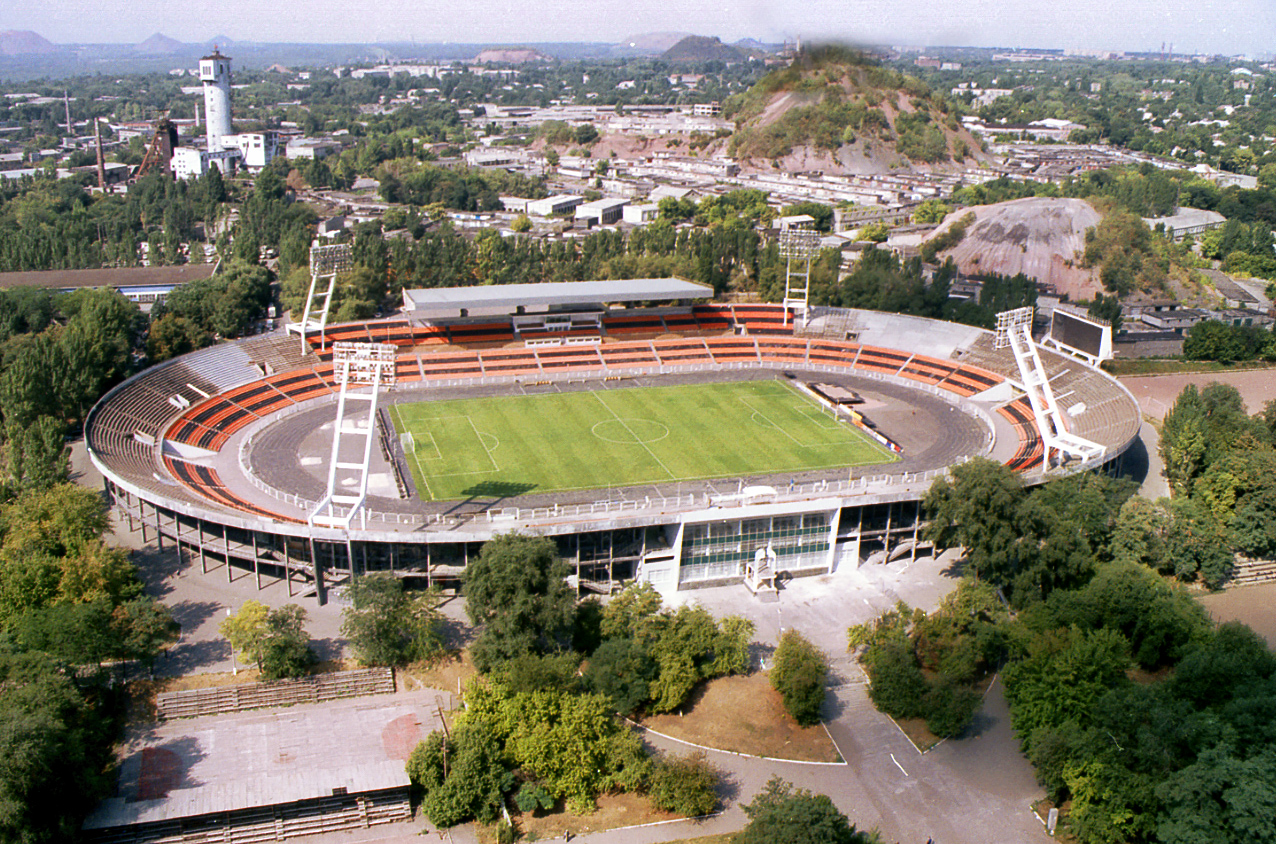
Стадион «Шахтёр»

Со времени своего основания, с 1936 года, «Шахтёр» играл на одноимённом стадионе — «Шахтёр», который также был открыт в 1936 году. В конце 1940-х годов стадион обветшал и его реконструировали, его вместимость была равна 25 000 зрительских мест. В 1954 году стадион оснастили электрическим освещением и он стал вторым в СССР таким стадионом. В 1966 году стадион снова потребовал реконструкции, его вместимость увеличилась до 42 000 мест. Стадион стал двухъярусным, приобрёл современное электротабло. В период с 1978 по 1981 года была проведена ещё одна реконструкция, а именно установлена система дренажа и подогрева. После распада СССР и образования нового чемпионата «Шахтёр» продолжал выступать на этом стадионе. И в 1999 году, в связи с предполагаемыми выступлениями «Шахтёра» в Лиге чемпионов на стадионе была проведена коренная реконструкция. Были установлена пластиковые сидения, сократилась вместимость до 32 000. Модернизированы подогрев и освещение.

### РСК «Олимпийский»
На РСК «Олимпийский» свои домашние матчи «Шахтёр» проводит с марта 2004 года по август 2009. Сам стадион был открыт в 1958 году и ранее назывался «Локомотив». Он был построен силами Донецкой железной дороги. Строительство стадиона полностью было завершено в 1970 году. В 2003 году на стадионе прошла глобальная реконструкция. На стадионе проводила свои матчи молодёжная сборная Украины, а вскоре свои матчи здесь начал проводить «Шахтёр». Последним матчем «Шахтёра» на этом стадионе стал матч квалификационного раунда Лиги Европы против «Сивасспора». Также с 21 июля по 2 августа на стадионе проходил юношеский чемпионат Европы. Стадион принял матчи группового этапа, полуфинал и финал.

### «Донбасс Арена»
В 2006 году в парке им. Ленинского комсомола было начато строительство нового пятизвёздочного стадиона «Донбасс Арена». Идея построить новый стадион для своей команды пришла в голову Ринату Ахметову после того, как он побывал на матче сборных Франции и Украины на «Стад де Франс». Бюджет строительства составил 400 млн долларов США. Посетив стадион в октябре 2008 генеральный секретарь УЕФА Дэвид Тейлор заявил: 
Стадион восхищает, он просто фантастический. Здорово, что эта арена будет принимать поединки Евро-2012. Она действительно великолепна, об этом даже не идёт речь. Все очень хорошо спланировано — и технические детали, и все остальное. Все задумано по высшему классу.
Открытие стадиона состоялось 29 августа 2009 года. Сиденья стадиона трёх цветов: чёрного, оранжевого и белого. Они олицетворяют Донбасс и клубные цвета. Фасад стадиона полностью выполнен из стекла, и благодаря подсветке в ночное время стадион сверкает. Крыша стадиона накрывает 93 % зрительских мест. На стадионе проводились матчи Евро 2012: 3 групповых, четвертьфинал и полуфинал. «Донбасс Арена» вмещает 52 667 зрителей.

### «Арена Львов»
С весны 2014 года из-за вооружённого конфликта на востоке Украины «Шахтёр» начал проводить свои домашние матчи во Львове на стадионе «Арена Львов». Этот стадион был основным местом проведения матчей «горняков» в чемпионате Украины и еврокубках в 2014—2016 годах.

### «Металлист» (Харьков)
С февраля 2017 года по март 2020 года «Шахтёр» играл домашние матчи на стадионе «Металлист» в Харькове.

### НСК «Олимпийский» (Киев)
С мая 2020 года домашним стадионом «Шахтёра» является НСК «Олимпийский» в Киеве. Контракт относительно выступлений «горников» на «Олимпийском» подписан на три года. «Шахтёр» планирует открыть на «Олимпийском» свой офис и фан-шоп.

## Тренировочная база
До 2014 года спортивно-тренировочная база «Шахтёра» была расположена под Донецком в посёлке Кирша. Комплекс был построен в рекордно короткие сроки в 1999 году на месте старой базы, возведённой в 1953 году. На базе было всё необходимое оснащение для тренировок и восстановления футболистов, включая медицинский комплекс, бассейн, тренировочные поля, жилой корпус, а также искусственный пруд и зимний сад. В августе 2014 года база пострадала в результате военных действий. С 2014 года «Шахтёр» тренируется на олимпийской базе «Святошин», расположенной в 20 километрах от Киева. На базе команды есть натуральное поле, фитнес-зал, спа-комплекс с сауной, бассейном и массажной комнатой для восстановительных процедур.

## Болельщики

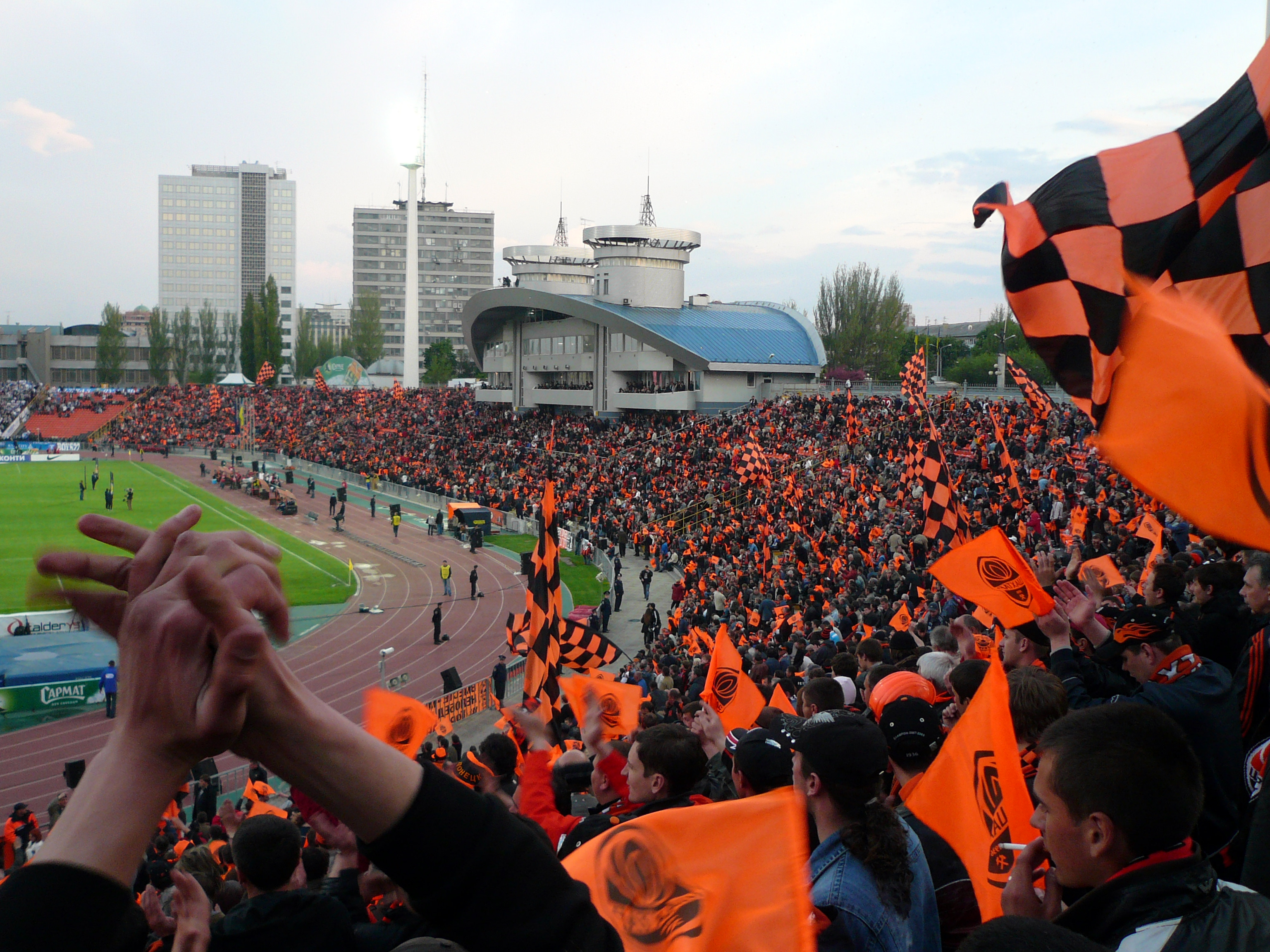
Перфоманс фанатов «Шахтёра» на стадионе РСК «Олимпийский», 2009 год

По оценке администрации клуба, число болельщиков «Шахтёра» составляет более трёх миллионов человек. Основная их часть проживает в донецком и луганском регионе. Когда команда играла свои домашние матчи в Донецке, то на игры съезжались болельщики со всего Донбасса: Харцызска, Рубежного, Северодонецка, Лисичанска, Макеевки, Горловки, Покровска, Краматорска, Тореза, Угледара и других городов. Почти во всех городах области у команды имелись фан-клубы. В частности, на матчи «Шахтёра» отправлялись автобусы со школьниками на места в школьном секторе стадиона. Средняя посещаемость домашних матчей «Шахтёра» была наивысшей среди всех клубов Украины и лидировала до 2014 года. После начала войны на востоке Украины, «Шахтёр» прекратил проводить матчи на «Донбасс Арене», после этого наивысшая посещаемость была в период, когда команда играла свои еврокубковые игры в Харькове.
Определяющие ультрас-группы отвечающие за визуализацию и перфомансы на матчах «Шахтёра» — Za Boys Ultra. Также присутствуют и хулиганские группировки, такие как «Север-8», «Картель», «The Club» и «Hughes Band».

### Известные болельщики
- Андрей Бедняков
- Сергей Бубка
- Гайтана Эссами
- Олег Верняев
- Илья Казаков
- Александр Ревва
- Сергей Сивохо
- Алексей Торохтий
- Тарас Шелестюк
- Михаил Романчук

Источник:

## Символика клуба

### Эмблема
Первой эмблемой клуба «Стахановец» был шестиугольник голубого цвета с красной окантовкой, в центре которого букву «С» пересекает отбойный молоток. Данная эмблема была утверждена в мае 1936 года.
В 1946 году, когда спортивное общество и команда были переименованы из «Стахановца» в «Шахтёр», на эмблеме клуба появились надпись ДСО «Шахтёр» (на русском языке), а также изображения террикона и копра.
В середине 1960-х годов появилась новая эмблема, где в центре были два перекрещенных молота, а по кругу была нанесена надпись «Шахтёр» • «Донецк». В эти годы эмблема появилась на футболке и с тех пор постоянно находится на ней за исключением нескольких сезонов в начале 1990-х годов.

В 1989 году в связи с реорганизацией клуба и созданием хозрасчётной организации художник Виктор Савилов предложил эскиз новой эмблемы. Впервые на эмблеме появились футбольный мяч и элемент футбольного поля. Виктор Савилов: 
Просто-напросто мне хотелось взять за основу специфику нашего региона — наши шахты. И мне пришло в голову плоскостью футбольного поля разделить мяч пополам, нижняя половина как раз и символизировала шахтные забои. Именно это и было главной идеей.
В сезоне 1989 года и начале 1990 года «Шахтёр» играл со своим бывшим логотипом с молоточками на форме. Новый логотип появился только к осени 1990 года. Логотип Виктора Савилова не появился на футболках. Эта эмблема использовалась только в полиграфической продукции: билетах, программках к домашним матчам, сувенирных значках.
В 1997 году эмблеме предоставили современный вид: круглую основу перекрасили в традиционный для горняков оранжевый цвет, мяч заметно увеличили и сделали классически белым с чёрными пятнами, звёздочки по краям заменили точки, полосы вокруг «ФК» стали толще и разделились на два отрезка — нижние чёрные и верхние белые; изменили шрифт леттеринга (надпись с названием команды) на шрифт Revue с изменённой буквой «Т». Логотип был разработан на трёх языках: украинском, русском и английском.
5 декабря 2007 года «Шахтёр» представил новый логотип, который разработало итальянское представительство компании «Интербренд». Впервые название команды написано на украинском языке.
Символика:
- 1936 — год основания;
- молоток и кирка — символ шахтёрского труда;
- чёрно-оранжевые цвета — символ угля и огня, выходит из него, горящих сердец спортсменов;
- Ш-образный знак огня — перепев украинского трезубца и первая буква названия клуба «Ш»;
- оранжевая основа над надписью «Шахтёр» — символ залитых солнцем новых горизонтов;
- мишенеподобный знак над основанием — символ движения к цели[44].

ФК «Стахановец» (1936—1946)
ФК «ДСО Шахтёр» (с 1946)
ФК «Шахтёр Донецк» (с 1960-х)
ФК «Шахтёр» (1990—1997)
Эмблема клуба с 1997 по 2007 год
Эмблема клуба с 2007 года

### Гимн
Слова гимна написал К. Арсенев, музыку — И. Крутой.
Текст гимна:
Славься, родной «Шахтёр»!
Никогда не изменит тебе
Небо футбольных звёзд,
Где горит, как Млечный Путь,
Свет твоих надежд.
Припев (2 раза):
Для тебя, «Шахтёр», зелёные поля,
Для тебя, «Шахтёр», навсегда судьба моя,
Для тебя, «Шахтёр», любви моей медаль.
Пусть тебе в чужих сияет городах
И хранит от поражений навсегда
Яркая футбольная звезда!

### Клубные цвета
| Оранжевый | Чёрный |

### Форма

#### Домашняя
| 1936—1937 | 1949—1952 | 1961—1967 | 1977—1983 | 1985—89 | 1994—1995 | 1995—1996 | 1996—1998 | 2005/06   | 2006/07 | 2007/08 |  |
| 2008/09   | 2009—2011 | 2011—2013 | 2013—2015 | 2015—17 | 2017—2019 | 2019—2021 | 2021/22   | 2022—2024 | 2024/25 | 2025/26 |  |

#### Гостевая
| 2005/06   | 2006/07 | 2007/08 | 2008/09 | 2009/10 | 2010—2012 | 2012—2014 | 2014—2016 | 2016—2018 | 2019—2021 | 2021/22 |  |
| 2022—2024 | 2024/25 | 2025/26 |         |         |           |           |           |           |           |         |  |

#### Резервная
| 2007/08 | 2021/22 | 2022—2024 | 2024/25 | 2025/26 |

Источники:,

### Экипировка, спонсоры, сотрудничество

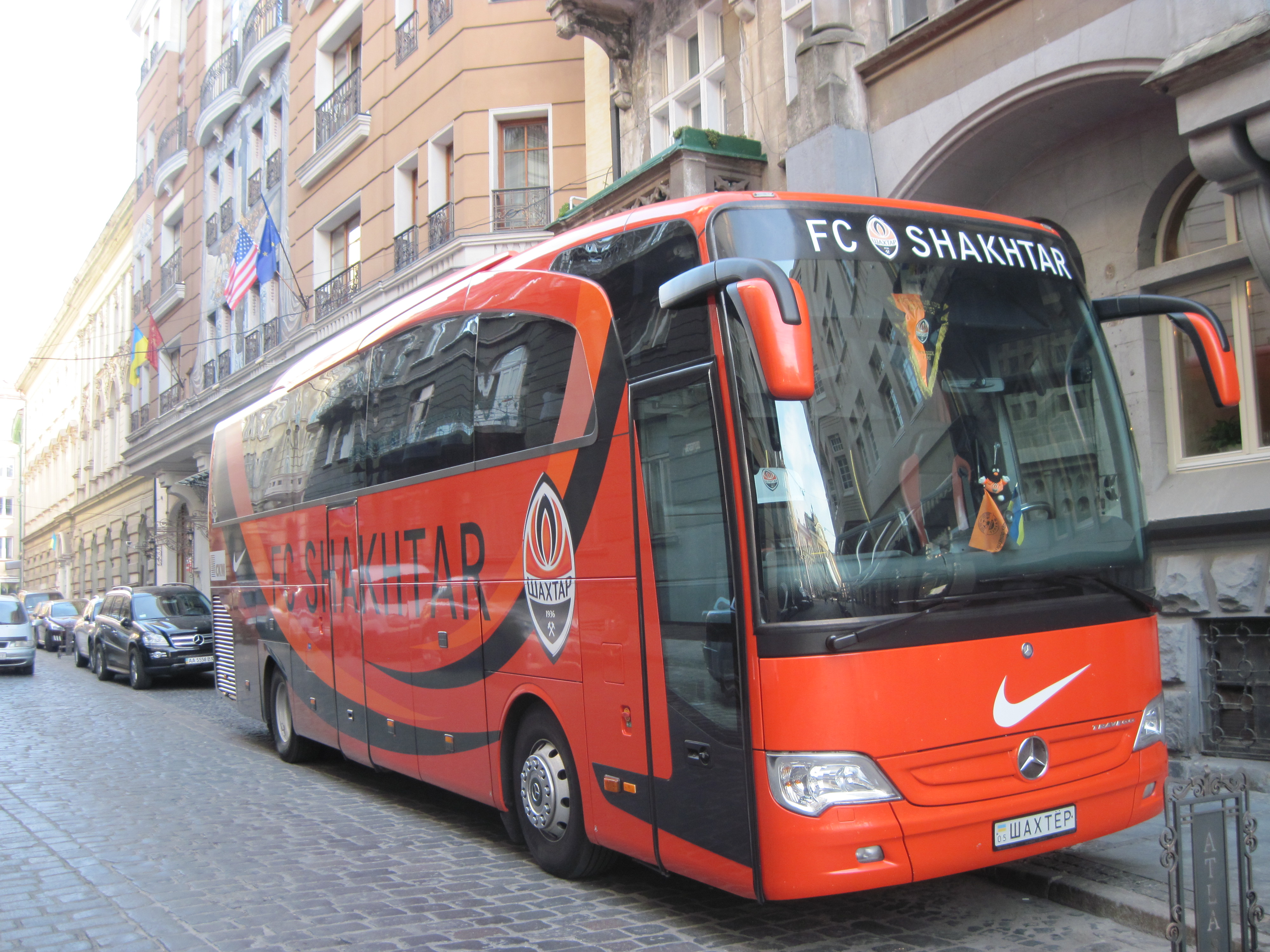
Автобус «Шахтёра»

| Годы       | Производители формы | Спонсоры       |
| ---------- | ------------------- | -------------- |
| 1979—1984  | Erima               | без спонсора   |
| 1981—1990  | Adidas              | без спонсора   |
| 1990       | Adidas              | Intercomputer. |
| 1991—1992  | Erima               | без спонсора   |
| 1992—1993  | Adidas              | F.U.I.B.       |
| 1992       | Umbro               | без спонсора   |
| 1994—1995  | Adidas              | без спонсора   |
| 1995—1996  | Puma                | без спонсора   |
| 1996       | Elements            | без спонсора   |
| 1997—1998  | Adidas              | без спонсора   |
| 1998—2005  | Adidas              | DCC            |
| 2005—2006  | Adidas              | life:)         |
| 2006—2007  | Adidas              | СКМ            |
| 2008—2019  | Nike                | СКМ            |
| 2019—2021  | Nike                | Parimatch/ СКМ |
| 2021—н. в. | Puma                | Parimatch      |

## Статистические достижения

### Команда
- 2010 год — IFFHS — «Шахтёр» — лучший футбольный клуб десятилетия на постсоветском пространстве[48].
- ноябрь 2010 год — IFFHS — «Шахтёр» — лучший клуб мира месяца[49].

### Игроки

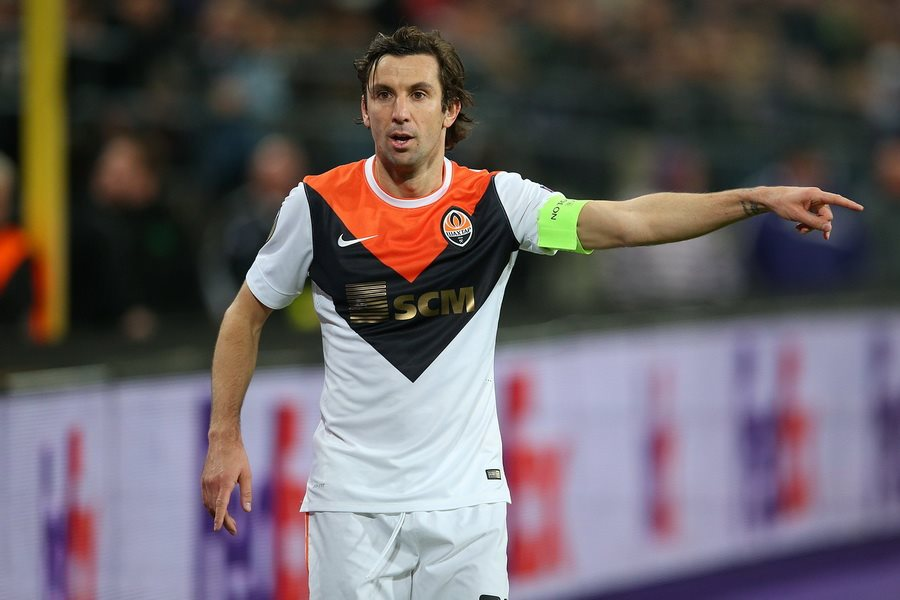
Дарио Срна — экс-капитан и рекордсмен по проведённым за «Шахтёр» матчам

- сентябрь 2010 — УЕФА — Дарио Срна включён в символическую сборную 1-го тура Лиги чемпионов[50].
- сентябрь 2010 — УЕФА — Андрей Пятов включён в символическую сборную 2-го тура Лиги чемпионов[51].
- октябрь 2010 — УЕФА — Дарио Срна включён в символическую сборную 4-го тура Лиги чемпионов[51].
- ноябрь 2010 — УЕФА — Жадсон включён в символическую сборную 5-го тура Лиги чемпионов[52].
- декабрь 2010 год — УЕФА — Разван Рац включён в символическую сборную 6-го тура Лиги чемпионов[53].
- октябрь 2011 — УЕФА — Александр Рыбка включён в символическую сборную 3-го тура Лиги чемпионов[54].
- сентябрь 2013 — УЕФА — Алекс Тейшейра включён в символическую сборную 1-го тура Лиги чемпионов[55].
- октябрь 2013 — УЕФА — Вячеслав Шевчук включён в символическую сборную 2-го тура Лиги чемпионов[56].
- октябрь 2014 — УЕФА — Андрей Пятов включён в символическую сборную 2-го тура Лиги чемпионов.
- октябрь 2014 — УЕФА — Луис Адриано включён в символическую сборную 3-го тура Лиги чемпионов.
- ноябрь 2014— УЕФА — Дарио Срна и Луис Адриано включены в символическую сборную 4-го тура Лиги чемпионов.
- февраль 2016 — УЕФА — Марлос и Ярослав Ракицкий включены в команду недели Лиги Европы по итогам ответных матчей 1/16 финала[57].
- апрель 2016 — УЕФА — Ярослав Ракицкий включен в команду недели Лиги Европы по итогам первых матчей 1/4 финала.

## Рекордсмены клуба

### Игроки с наибольшим количеством голов
Данные на 11 декабря 2016 года
| #  | Имя                | Период                              | Чемпионат | Кубок | Еврокубки | Прочие | Всего |
| -- | ------------------ | ----------------------------------- | --------- | ----- | --------- | ------ | ----- |
| 1  | Луис Адриано       | 2007 — 2015                         | 77        | 16    | 32        | 3      | 128   |
| 2  | Андрей Воробей     | 1998 — 2007                         | 80        | 22    | 12        | 0      | 114   |
| 3  | Виталий Старухин   | 1973 — 1981                         | 84        | 23    | 3         | 0      | 110   |
| 4  | Михаил Соколовский | 1974 — 1987                         | 87        | 11    | 6         | 2      | 105   |
| 5  | Брандао            | 2002 — 2008                         | 65        | 11    | 15        | 0      | 91    |
| 6  | Алекс Тейшейра     | 2010 — 2016                         | 67        | 10    | 12        | 0      | 89    |
| 7  | Игорь Петров       | 1982 — 1991 1994 — 1996 1998        | 70        | 12    | 2         | 0      | 84    |
| 8  | Сергей Ателькин    | 1990 — 1995 1996 — 1997 2000 — 2002 | 61        | 9     | 12        | 0      | 82    |
| 9  | Виктор Грачёв      | 1980 — 1981 1982 — 1990 1994        | 65        | 10    | 5         | 0      | 80    |
| 10 | Олег Матвеев       | 1992 — 1995 1996 — 2000             | 61        | 16    | 1         | 0      | 78    |

- Прочие — национальный Суперкубок

### Игроки с наибольшим количеством матчей
Данные на 26 сентября 2023 года
| #  | Имя                | Период               | Чемпионат | Кубок | Еврокубки | Прочие | Всего |
| -- | ------------------ | -------------------- | --------- | ----- | --------- | ------ | ----- |
| 1  | Дарио Срна         | 2003—2018            | 339       | 48    | 136       | 13     | 536   |
| 2  | Михаил Соколовский | 1974—1987            | 400       | 63    | 18        | 4      | 485   |
| 3  | Андрей Пятов       | 2007—2023            | 301       | 39    | 132       | 10     | 482   |
| 4  | Сергей Ященко      | 1982—1995            | 384       | 51    | 8         | 1      | 444   |
| 5  | Тарас Степаненко   | 2010—н. в.           | 265       | 32    | 92        | 11     | 400   |
| 6  | Юрий Дегтерёв      | 1967—1983            | 321       | 47    | 10        | 0      | 378   |
| 7  | Ярослав Ракицкий   | 2006—2019 2023—н. в. | 223       | 26    | 84        | 7      | 353   |
| 8  | Дмитрий Шутков     | 1991—2008            | 267       | 56    | 24        | 0      | 347   |
| 9  | Валерий Рудаков    | 1974—1986            | 277       | 44    | 16        | 3      | 340   |
| 10 | Валерий Яремченко  | 1966—1978            | 310       | 32    | 8         | 0      | 337   |

- Прочие — национальный Суперкубок

### Тренеры года
- Мирча Луческу — 2005/2006, 2007/2008, 2008/2009, 2009/2010
- Паулу Фонсека — 2016/2017

### Официальный журнал футбольного клуба «Шахтёр»
Главный редактор — Руслан Мармазов (до 2015 года).
- 2007, 2009, 2010, 2012 — «Лучший спортивный журнал Украины» по версии Ассоциации спортивных журналистов Украины.
- 2008, 2011 — «Лучшее спортивное издание Украины» по версии Ассоциации спортивных журналистов Украины.
- 2014 — «Лучший проект года» по версии Ассоциации спортивных журналистов Украины.

В 2011 году журнал ФК «Шахтёр» номинировался в конкурсе континентальных корпоративных СМИ European Excellence Awards. В финале (Амстердам) уступил корпоративному изданию фирмы «Даймлер».

### Достижения игроков «Шахтёра»
- 1968 — Юрий Дегтерёв — лучший дебютант сезона.
- 1968 — Владимир Стрельцов — лучший дебютант сезона.
- 1970 — Виктор Звягинцев — лучший дебютант сезона.
- 1973 — Владимир Сафонов — лучший дебютант сезона.
- 1973 — Виталий Старухин — лучший дебютант сезона.
- 1975 — Владимир Роговский — лучший дебютант сезона.
- 1977 — Юрий Дегтерёв — лучший вратарь сезона.
- 1979 — Виталий Старухин — лучший футболист СССР, лучший бомбардир чемпионата СССР (26 мячей).
- 1987 — Михаил Соколовский — обладатель приза «Верность клубу» (400 матчей, сыгранных в составе одной команды).
- 1997 — Олег Матвеев — лучший бомбардир чемпионата Украины (21 мяч).
- 2001 — Андрей Воробей — лучший бомбардир чемпионата Украины (21 мяч).
- 2005 — Анатолий Тимощук — лучший футболист Украины сезона 2004/2005 по версии ПФЛ.
- 2006 — Брандао — лучший бомбардир чемпионата Украины (15 мячей).
- 2007 — Франселино Матузалем — лучший футболист Украины сезона 2006/2007 по версии ПФЛ.
- 2008 — Фернандиньо — лучший футболист Украины сезона 2007/2008 по версии ПФЛ, еженедельника «Футбол» и сайта football.ua.
- 2009 — Разван Рац — награждён президентом Румынии Траяном Бэсеску орденом «За спортивные заслуги» III степени[58].
- 2009 — Дарио Срна — лучший игрок Украины в сезоне 2008/2009 — по опросам клубов Премьер-лиги[59].
- 2009 — Жадсон — отмечен за особые заслуги перед УЕФА, как автор победного мяча в финале Кубка УЕФА[60]
- 2009 — Разван Рац — признан лучшим румынским футболистом 2009 года по версии румынского издания «Fanatik»[61]
- 2009 — Андрей Пятов — признан лучшим вратарем Украины-2009 по версии еженедельника «UA-Футбол»[62].
- 2009 — Дарио Срна — признан лучшим правым защитником Украины — 2009 по версии еженедельника «UA-Футбол»[63].
- 2009 — Разван Рац — признан лучшим левым защитником Украины-2009 по версии еженедельника «UA-Футбол»[63].
- 2009 — Виллиан — признан лучшим левым полузащитником Украины-2009 по версии еженедельника «UA-Футбол»[63].
- 2009 — Луис Адриано — признан лучшим нападающим Украины — 2009 по версии еженедельника «UA-Футбол»[63].
- 2010 — Дарио Срна — занял 18-е место в рейтинге самых популярных футболистов мира по результатам голосования болельщиков на официальном сайте IFFHS[64]
- 2010 — Дарио Срна — признан лучшим легионером 2009 года по версии интернет-издания ua-football.com[65]
- 2010 — Мариуш Левандовски — признан лучшим игроком Польши 2009 года по версии журнала «Pilka Nozna».
- 2010 — Дарио Срна — лучший игроков сезоне 2009/2010 по версии представителей СМИ[каких?][66].
- 2010 — Дарио Срна — лучший игрок сезона 2009/2010 по версии ПЛУ[67]
- 2010 — Андрей Пятов — лучший вратарь сезона 2009/2010 по версии ПЛУ[67].
- 2012 — Генрих Мхитарян — лучший игрок УПЛ-2012 по версии тренеров и футболистов.
- 2013 — Генрих Мхитарян — лучший бомбардир сезона 2012/2013, рекордсмен по забитым мячам в течение сезона в чемпионате Украины (25 мячей).
- 2014 — Луис Адриано — лучший бомбардир чемпионата Украины в сезоне 2013/2014 (20 мячей)
- 2015 — Алекс Тейшейра — лучший бомбардир чемпионата Украины в сезоне 2014/2015 (17 мячей)
- 2016 — Алекс Тейшейра — лучший бомбардир чемпионата Украины в сезоне 2015/2016 (22 мяча)
- 2018 — Факундо Феррейра — лучший бомбардир чемпионата Украины в сезоне 2017/2018 (21 мяч)
- 2019 — Жуниор Мораес — лучший бомбардир чемпионата Украины в сезоне 2018/2019 (19 мячей)
- 2020 — Жуниор Мораес — лучший бомбардир чемпионата Украины в сезоне 2019/2020 (20 мячей)

## Футболисты, сыгравшие 100 и более матчей
Список футболистов, сыгравших 100 и более матчей за клуб. Учитываются только матчи официальных турниров (чемпионат СССР, кубок СССР, чемпионат Украины, кубок Украины, кубок Федерации футбола СССР, приз Всесоюзного комитета, Суперкубок Украины, Кубок чемпионов УЕФА, Лига чемпионов УЕФА, Кубок УЕФА, Лига Европы УЕФА, Кубок обладателей кубков УЕФА, Кубок Интертото.
| СССР - Александр Алпатов - Вячеслав Алябьев - Александр Васин - Валерий Горбунов - Валерий Гошкодеря - Виктор Грачёв - Юрий Дегтерёв - Алексей Дрозденко - Юрий Дудинский - Виктор Звягинцев - Виктор Кондратов - Анатолий Коньков - Юрий Коротких - Николай Кузнецов - Дмитрий Мизерный - Игорь Петров - Владимир Пьяных - Владимир Роговский - Анатолий Родин |  | - Валерий Рудаков - Владимир Сальков - Владимир Сафонов - Михаил Соколовский - Александр Сопко - Виталий Старухин - Борис Стрелков - Николай Федоренко - Сергей Ященко Украина - Сергей Ателькин - Алексей Белик - Юрий Вирт - Андрей Воробей - Евгений Драгунов - Геннадий Зубов - Валерий Кривенцов - Сергей Ковалёв - Игорь Леонов - Олег Матвеев - Сергей Онопко - Геннадий Орбу - Сергей Попов - Михаил Старостяк |  | - Анатолий Тимощук - Дмитрий Чигринский - Дмитрий Шутков - Александр Гладкий - Александр Кучер - Ярослав Ракицкий - Вячеслав Шевчук - Андрей Пятов - Тарас Степаненко - Сергей Кривцов - Николай Матвиенко - Марлос - Виктор Коваленко - Жуниор Мораес - Алексей Гай - Георгий Судаков - Валерий Бондарь - Даниил Сикан - Артём Бондаренко - Александр Зубков Бразилия - Луис Адриано - Брандао |  | - Виллиан - Жадсон - Дуглас Коста - Илсиньо - Фернандиньо - Алекс Тейшейра - Тайсон - Фред - Исмаили - Дентиньо - Алан Патрик - Тете - Маркос Антонио - Бернард - Матузалем Нигерия - Джулиус Агахова Сербия - Игор Дуляй - Звонимир Вукич Чехия - Томаш Хюбшман Польша - Мариуш Левандовски Румыния - Рэзван Рац - Чиприан Марика Хорватия - Эдуардо - Дарио Срна Израиль - Манор Соломон |  | Аргентина - Факундо Феррейра Армения - Генрих Мхитарян |

## Главные тренеры
Следующие главные тренеры выиграли хотя бы один крупный турнир с «Шахтёром»:
| Имя               | Период работы | Показатели | Показатели | Показатели | Показатели | Показатели | Показатели | Показатели | Выигранные турниры                                     |
| Имя               | Период работы | М          | В          | Н          | П          | МЗ         | МП         | % побед    | Выигранные турниры                                     |
| ----------------- | ------------- | ---------- | ---------- | ---------- | ---------- | ---------- | ---------- | ---------- | ------------------------------------------------------ |
| Олег Ошенков      | 1960—1969     | 364        | 136        | 108        | 120        | 410        | 376        | 37,30      | 2 Кубка СССР                                           |
| Виктор Носов      | 1979—1985     | 290        | 125        | 67         | 98         | 421        | 349        | 43,10      | 2 Кубка СССР                                           |
| Виктор Прокопенко | 1999—2001     | 78         | 54         | 12         | 12         | 185        | 71         | 69,20      | 1 Кубок Украины                                        |
| Невио Скала       | 2002          | 30         | 20         | 7          | 3          | 51         | 22         | 66,60      | 1 титул Премьер-лиги, 2 Кубка Украины                  |
| Мирча Луческу     | 2004—2016     | 574        | 389        | 92         | 93         | 1188       | 465        | 67,7       | 8 титулов Премьер-лиги, 6 Кубков Украины, 1 Кубок УЕФА |
| Паулу Фонсека     | 2016—2019     | 138        | 102        | 19         | 17         | 295        | 112        | 73,9       | 3 титула Премьер-лиги, 3 Кубка Украины                 |
| Луиш Каштру       | 2019—2021     | 84         | 51         | 16         | 17         | 168        | 94         | 60,7       | 1 титул Премьер-лиги                                   |
| Роберто Де Дзерби | 2021—2022     | 30         | 20         | 5          | 5          | 64         | 26         | 66,7       | 1 титул Премьер-лиги                                   |
| Игор Йовичевич    | 2022—2023     | 40         | 24         | 10         | 6          | 82         | 42         | 60,0       | 1 титул Премьер-лиги                                   |
| Марино Пушич      | 2023—2025     | 71         | 45         | 12         | 14         | 142        | 71         | 62,86      | 1 титул Премьер-лиги, 2 Кубка Украины                  |

## Экономическая деятельность
Ниже представлен бюджет клуба по годам.
- 2006 год — 84,5 млн долларов[68]
- 2007 год — 84,5 млн долларов[69]
- 2008 год — 85 млн долларов[70]
- 2009 год — 65 млн долларов[71]

### Трансферы
В сезоне 2008/2009 ФК «Шахтёр» заработал 35,5 млн евро на трансферах и 10,6 млн евро за участие в еврокубках.

## Дерби
Дерби «Динамо» (Киев) — «Шахтёр» начало проявляться в начале 2000 годов, с тех пор как «Шахтёр» стал одним из сильнейших клубов Украины. Эти матчи отличаются высоким напряжением, давлением со стороны СМИ, зачастую, от результата такого матча зависит исход футбольного сезона, так как дерби выходит за пределы Премьер-лиги. Множество раз эти клубы встречались в финале Кубка Украины, а в сезоне 2008/09 дерби впервые вышло за пределы Украины и команды встретились в полуфинале Кубка УЕФА, где по сумме двух матчей победил «Шахтёр» 3:2. Также в этом же сезоне неделей позже эти команды сошлись в другом полуфинале — Кубка Украины. Матч проходил в Донецке, где «Шахтёр» минимально победил 1:0. Затем «Шахтёр» проиграл в финале полтавской «Ворскле». В одном из финалов Кубка Украины был поставлен рекорд по количеству красных карточек, судья из Одессы Виктор Швецов показал 5 карточек — 3 «Шахтёру» и 2 «Динамо».

## Благотворительность
ФК «Шахтёр» является регулярным организатором благотворительных акций. Основным направлением благотворительности является организация портала sirotstvy.net совместно с Благотворительным фондом «Развитие Украины». Основная идея — продвижение идеи национального усыновления. В результате проведения этой кампании семьи нашли более 3645 детей. На презентации партнёрства голкипер дончан Рустам Худжамов и его супруга Стелла усыновили ребёнка.
9 апреля 2022 года в Греции состоялся благотворительный матч с пирейским «Олимпиакосом» (46-кратным чемпионом Греции). Футболисты «Шахтёра» вышли на поле в футболках с названиями 10 городов, сопротивлявшихся вторжению России в Украину. Это Мариуполь, Ирпень, Буча, Гостомель, Харьков, Волноваха, Чернигов, Херсон, Ахтырка и Николаев. Все средства от реализации билетов на матчи и рекламы были переданы защитникам Украины, волонтёрским организациям, медикам, а также направлены на помощь украинским детям, пострадавшим от войны.